# Teorías raciales nazis

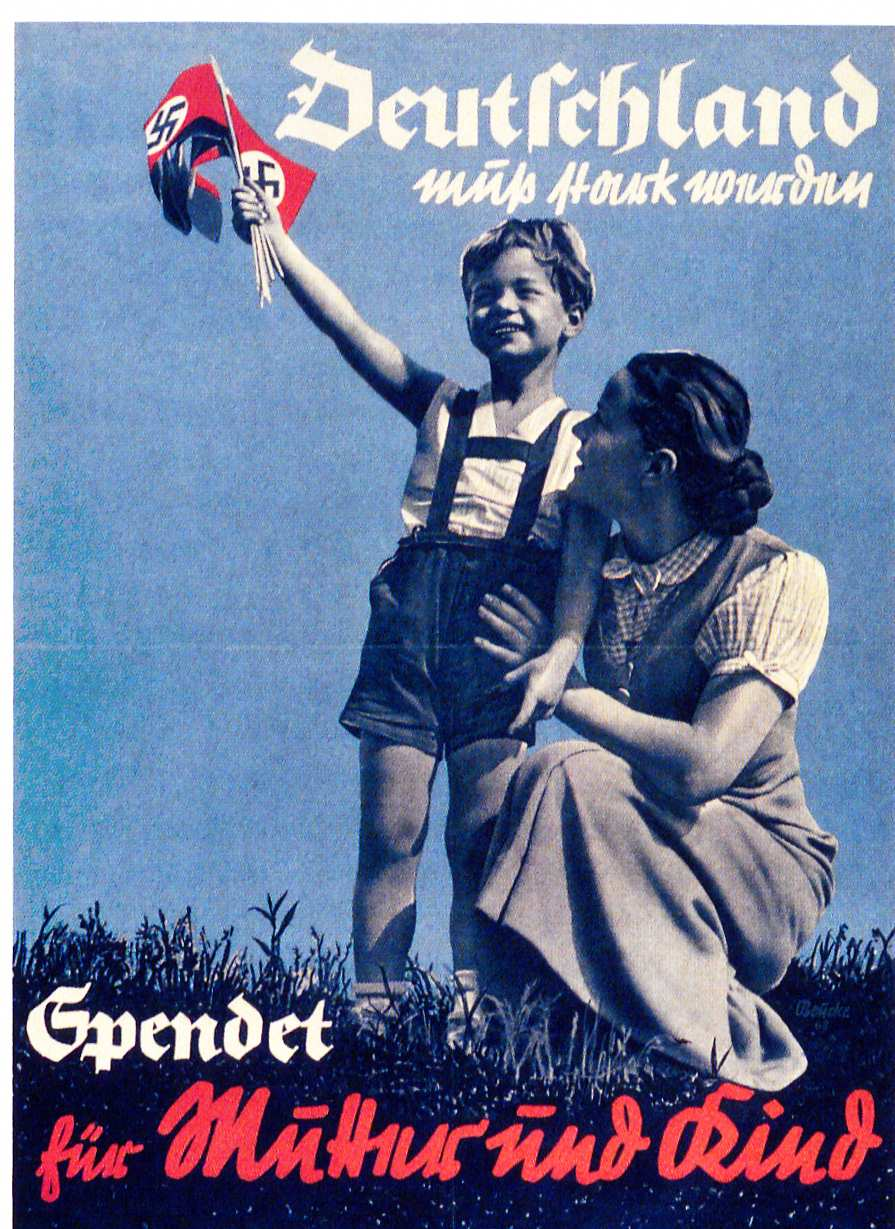
Werner Beucke organización de socorro madre e hijo 1934.

Las teorías raciales nazis fueron la fundamentación ideológica para el exterminio de millones de personas durante la Segunda Guerra Mundial.

El Partido Nazi adoptó y desarrolló varias clasificaciones raciales pseudocientíficas como parte de su ideología (nazismo) para justificar el genocidio de grupos de personas que consideraba racialmente inferiores. Los nazis consideraban a la supuesta "raza aria" una "raza maestra" superior, y a judíos, africanos, mestizos, romaníes, eslavos y otros grupos étnicos como "infrahumanos" (Untermenschen)  y racialmente inferiores, cuyos miembros estaban destinados a trabajos forzados y exterminio. Estas creencias surgieron de una mezcla de antropología del siglo XIX, racismo científico y antisemitismo.

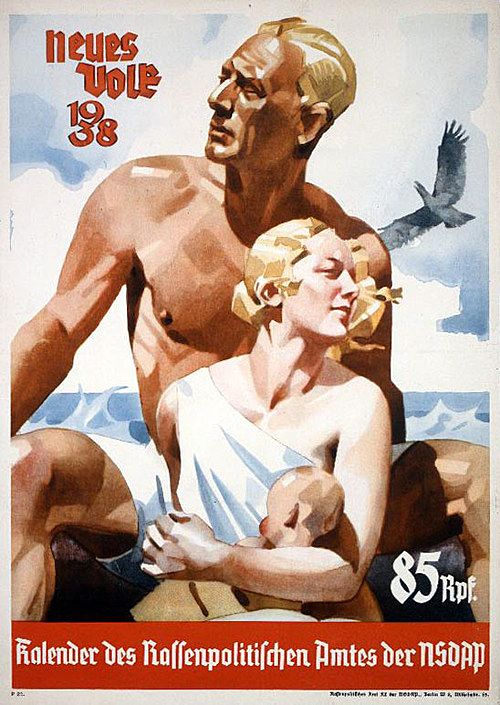
Un cartel que anuncia el calendario Neues Volk de 1938 que representa a "arios" racialmente puros.

## Jerarquía racial
Los nazis afirmaron observar una jerarquía estricta y científica de la raza humana, Las opiniones de Adolf Hitler sobre la raza y las personas se encuentran a lo largo de su libro de manifiesto autobiográfico Mein Kampf (Mi lucha) pero, más específicamente, se encuentran en el capítulo 11, cuyo título es "Nación y raza". El texto de propaganda estándar que se entregó a los miembros de las Juventudes Hitlerianas contenía un capítulo sobre "Las razas alemanas" que citaba en gran medida las obras de Hans Friedrich Karl Günther. El texto parece abordar las razas europeas en orden descendente en la jerarquía racial nazi: la raza nórdica, la raza mediterránea, la raza dinárica, la raza alpina y la raza báltica oriental, En 1937, Hitler habló en el Reichstag y declaró:"Hablo proféticamente. Así como el descubrimiento de que la tierra se movía alrededor del sol condujo a una transformación completa de la forma en que la gente veía el mundo, así también la sangre y las enseñanzas raciales del nacionalsocialismo cambiarán nuestra comprensión del pasado y el futuro de la humanidad".

### Ario: germánicos y nórdicos

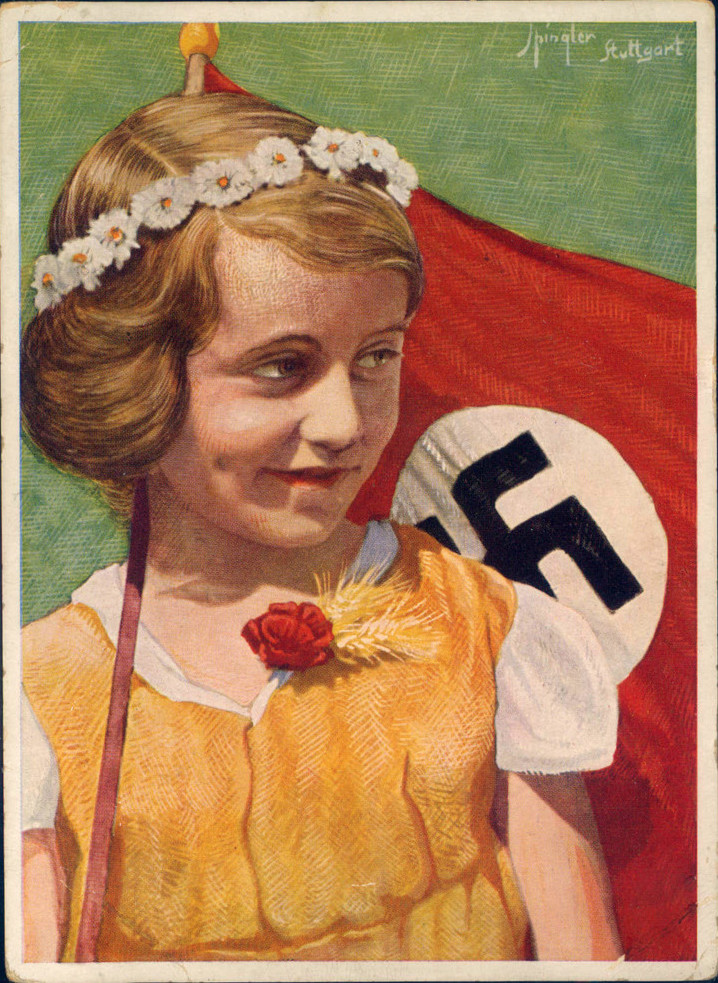
Postal de propaganda del Partido Nazi (NSDAP) (Propagandakarte, Ansichtskarte) de la década de 1930 de Spingler, Stuttgart; una fotografía coloreada y pintada a mano que muestra a una joven vestida de amarillo sosteniendo una bandera con la esvástica nazi. No se conocen restricciones de derechos de autor.

Hitler en sus discursos y escritos se refirió a la supuesta existencia de una “raza aria” que creía fundaba un tipo superior de humanidad. Según la ideología nazi, la estirpe más pura de arios eran los nórdicos de Alemania, Inglaterra, los Países Bajos y Escandinavia. Los nazis definieron a los nórdicos como identificados por su alta estatura (promedio de 175 cm), sus rostros alargados, sus barbillas prominentes, sus narices estrechas y rectas o aguileñas de base alta, sus complexiones delgadas, sus cráneos doliocefálicos, sus cabellos lacios y claros, sus ojos claros y su piel clara. Los nazis consideraban a los alemanes, así como a los ingleses, daneses, noruegos y suecos como los más racialmente puros de Europa.Afirmaron que los pueblos germánicos representaban específicamente una rama del sur de la población ario-nórdica. y consideraban que la raza nórdica era la raza más prominente del pueblo alemán, pero que había otras subrazas que se encontraban comúnmente entre los alemanes, como la población de raza alpina que se identificaba,  entre otras características, por su baja estatura, su complexión robusta, sus narices más planas y su mayor incidencia de cabello y ojos más oscuros). Hitler y el teórico racial nazi Hans F. K. Günther enmarcaron esto como un problema que se corregiría mediante la cría selectiva de rasgos "nórdicos".
Himmler hizo que todos los candidatos de las SS se sometieran a una evaluación racial y prohibió que cualquier alemán que tuviera rasgos raciales eslavos, negroides o judíos se uniera a las Schutzstaffel (SS). Los solicitantes tenían que proporcionar pruebas de que tenían antepasados arios hasta 1800 (1750 para oficiales).
El Reichsführer-SS Heinrich Himmler en la década de 1920 quedó bajo la influencia de Richard Walther Darré, quien fue uno de los principales defensores del concepto de sangre y suelo. Darré creía firmemente que la raza nórdica era racialmente superior a otras razas y que los campesinos alemanes jugarían un papel fundamental para asegurar el futuro de Alemania y la expansión alemana en Europa del Este. Darré creía que el campesino alemán jugaba un papel clave en la fuerza racial del pueblo alemán.
Aunque Himmler apoyó el ocultismo con sus teorías raciales, Hitler no lo hizo y el 6 de septiembre de 1938 en Núremberg declaró:

El nacionalsocialismo no es un movimiento de culto – un movimiento de adoración; es exclusivamente una doctrina política 'völkisch' basada en principios raciales. En su propósito no hay culto místico, sólo el cuidado y liderazgo de un pueblo definido por una relación de sangre común. Por lo tanto, no tenemos salas para el culto, sino solo salas para el pueblo – no espacios abiertos para el culto, sino espacios para asambleas y desfiles. No tenemos retiros religiosos, sino arenas para deportes y campos de juego, y el rasgo característico de nuestros lugares de reunión no es la melancolía mística de una catedral, sino el brillo y la luz de una habitación o salón que combina la belleza con la idoneidad para su propósito. En estos salones no se celebran actos de culto, se dedican exclusivamente a reuniones del pueblo como las que hemos llegado a conocer en el curso de nuestra larga lucha; a tales reuniones nos hemos acostumbrado y deseamos mantenerlas. No permitiremos que personas ocultistas de mentalidad mística apasionadas por explorar los secretos del mundo del más allá se infiltren en nuestro Movimiento. Esa gente no son nacionalsocialistas, sino otra cosa – en cualquier caso, algo que no tiene nada que ver con nosotros. A la cabeza de nuestro programa no hay conjeturas secretas, sino una percepción clara y una profesión de fe directa. Pero puesto que fijamos como punto central de esta percepción y de esta profesión de creencia el mantenimiento y por lo tanto la seguridad para el futuro de un ser formado por Dios, estamos así al servicio del mantenimiento de una obra divina y cumplimos una voluntad divina – no en el crepúsculo secreto de una nueva casa de culto, sino abiertamente ante el rostro del Señor.

Himmler en febrero de 1940 habló durante una reunión secreta a Gauleiters y dijo: "Estamos firmemente convencidos, así lo creo, como creo en un Dios, creo que nuestra sangre, la sangre nórdica, es en realidad la mejor sangre en esta tierra.... Dentro de mil siglos esta sangre nórdica seguirá siendo la mejor. No hay otra. Somos superiores a todo y a todos. Una vez que seamos liberados de las inhibiciones y restricciones, no hay nadie que pueda superarnos en calidad y fuerza.” 
Hitler dijo en privado en 1942: "No tendré paz mental hasta que haya plantado una semilla de sangre nórdica dondequiera que la población necesite regeneración. Si en la época de las migraciones, mientras las grandes corrientes raciales ejercían su influencia, nuestro pueblo recibió tan variada cuota de atributos, estos últimos florecieron en todo su valor sólo por la presencia del núcleo racial nórdico.” 
La propaganda nazi dirigida a los miembros de las Juventudes Hitlerianas enfatizó la naturaleza "nórdica" de los alemanes, y el texto enviado a todos los miembros de las Juventudes Hitlerianas decía: "el ingrediente principal de nuestro pueblo es la raza nórdica (55%). Eso no quiere decir que la mitad de nuestra gente sean nórdicos puros. Todas las razas mencionadas aparecen mezcladas en todas partes de nuestra patria. Sin embargo, la circunstancia de que la gran parte de nuestro pueblo es de ascendencia nórdica justifica que tomemos un punto de vista nórdico al evaluar nuestro carácter y espíritu, estructura corporal y belleza física". La propaganda nazi afirmaba que los nórdicos debían dominar Alemania, aunque no importaba si eran alemanes que no tenían la apariencia física de la raza nórdica siempre y cuando compartieran los rasgos de ser un "alemán" que se consideraban "valentía, lealtad y honor".
La cuestión de definir satisfactoriamente quién era precisamente un "ario" siguió siendo problemática a lo largo de la existencia del Tercer Reich. En 1933, una definición de "ario" según el funcionario nazi Albert Gorter para la Ley del Servicio Civil decía:

Los arios (también indo-alemanes, Jaféticos) son una de las tres ramas de la caucásica (raza blanca); se dividen en occidentales (europeos), es decir, alemanes, romanos, griegos, eslavos, letones, celtas [y] albaneses, y arios orientales (asiáticos), es decir, indios (hindúes) e iraníes (persas, afganos)., armenio, georgiano, kurdo). Por lo tanto, los no arios son: 1. los miembros de otras dos razas, a saber, la mongola (amarilla) y la negroide (negra); 2. los miembros de las otras dos ramas de la raza caucásica, a saber, los semitas (judíos, árabes) y los camitas (bereberes). Los finlandeses y los húngaros pertenecen a la raza mongoloide; pero no es la intención de la ley tratarlos como no arios. Por lo tanto . . . los miembros no judíos del pueblo europeo son arios...

Los nazis consideraron inaceptable esa definición de "ario" porque incluía miembros de algunos grupos étnicos no europeos; por lo tanto, el Asesor Experto en Población y Política Racial redefinió a un "ario" como alguien que estaba relacionado "tribalmente" con la "sangre alemana". En general, los teóricos raciales nazis estaban de acuerdo en que el término "ario" no era un término racial y estrictamente solo un término lingüístico. Sin embargo, el término “ario” todavía se usaba en la propaganda nazi en un sentido racial.
En junio de 1935, el político nazi y ministro del Interior del Reich, Wilhelm Frick, argumentó que "no ario" debería haber sido reemplazado por "judío" y "de origen extranjero". Su recomendación fue rechazada. Frock luego comentó: "'Ario' y 'no ario' a veces no son del todo sostenibles... Desde un punto político racial, es el judaísmo lo que nos interesa más que cualquier otra cosa.” 

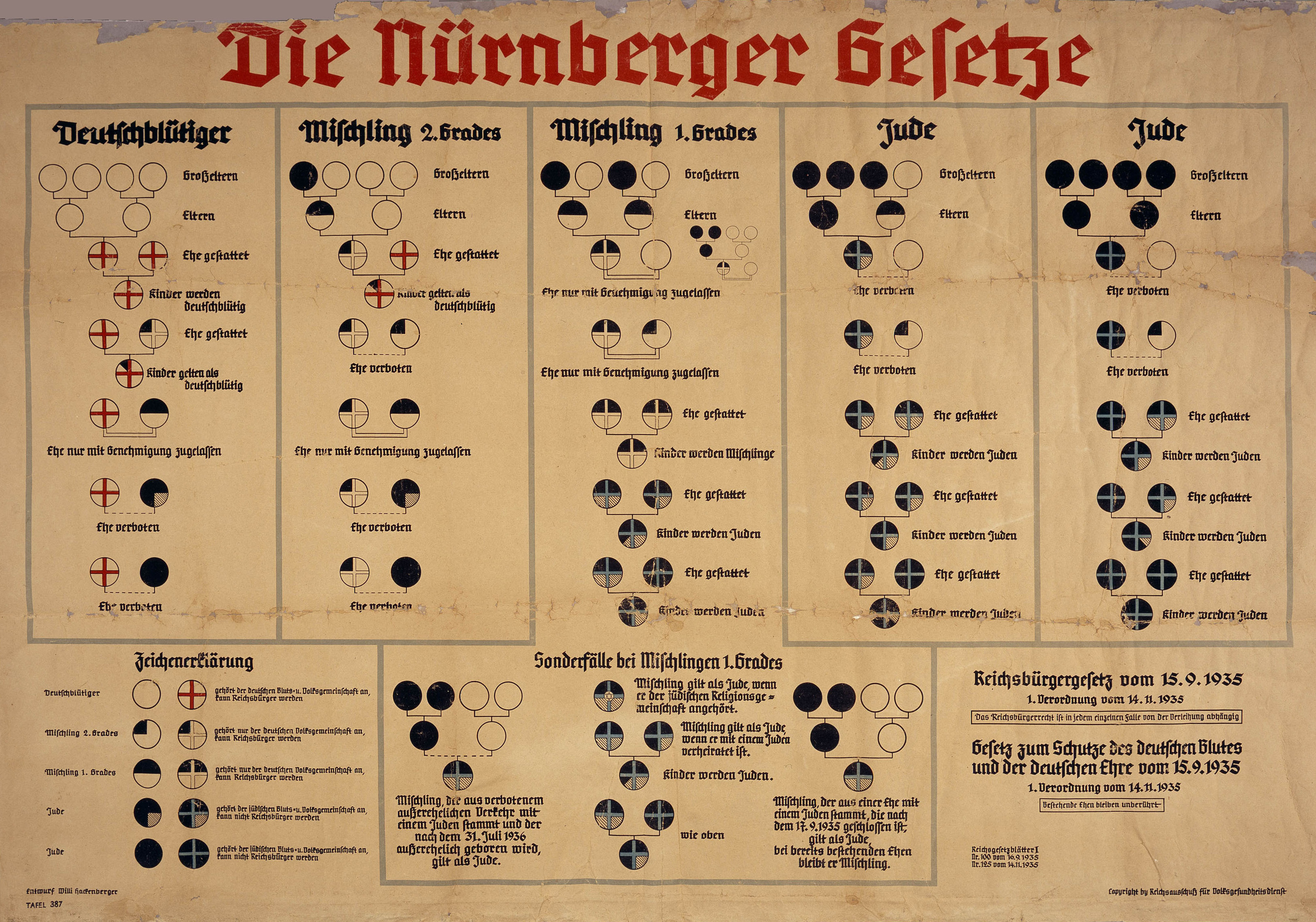
Un gráfico de 1935 que explica las Leyes de Núremberg.

Después de que se aprobaran las Leyes de Núremberg (Ley para la Protección de la Sangre Alemana y el Honor Alemán y la Ley de Ciudadanía del Reich) en septiembre de 1935, el abogado del Partido Nazi y Secretario de Estado en el Ministerio del Interior del Reich, Wilhelm Stuckart, definió la "sangre relacionada" (artverwandtes Blut) como :

Entonces, cuando hablamos de sangre emparentada, nos referimos a la sangre de aquellas razas que son determinantes para la sangre de los pueblos que desde tiempos inmemoriales tienen un área cerrada de asentamiento en Europa. Por lo tanto, los miembros de los pueblos europeos, así como sus descendientes puros en otras partes del mundo, son esencialmente de sangre emparentada. Sin embargo, uno tiene que excluir a los de sangre extranjera, que se pueden encontrar entre todos los pueblos europeos, como los judíos y los seres humanos con un impacto de sangre negroide.

El Dr. Ernst Brandis, un burócrata en el campo jurídico, quien hizo un comentario oficial sobre la Ley para la Protección de la Sangre Alemana y el Honor Alemán y la Ley para la Protección de la Salud Hereditaria del Pueblo Alemán el 18 de octubre de 1935, definió "sangre alemana" como:

El pueblo alemán no es una raza unitaria, sino que está compuesto por miembros de diferentes razas (nórdica, faliana, dinárica, alpina, mediterránea, este-elbiana) y mezclas entre estas. La sangre de todas estas razas y sus mezclas, que así se encuentra en el pueblo alemán, representa la 'sangre alemana'.

Frick el 3 de enero de 1936 comentó sobre las Leyes de Núremberg y definió "sangre relacionada" como:

Dado que la sangre alemana es un requisito previo para la ciudadanía del Reich, ningún judío puede convertirse en ciudadano del Reich. Pero lo mismo se aplica a los miembros de otras razas cuya sangre no está relacionada con la sangre alemana, por ejemplo a gitanos y negros. De acuerdo con el § 6 del primer reglamento de aplicación de la Ley de protección de la sangre, no debe contraerse un matrimonio si de él se espera descendencia que ponga en peligro la pureza de la sangre alemana. Esta disposición impide los matrimonios entre personas de sangre alemana y personas que no tienen sangre judía, pero que por lo demás son de sangre extranjera. Las razas alienígenas en Europa incluyen a los judíos regularmente solo a los gitanos.

Stuckart y Hans Globke en 1936 publicaron los Derechos civiles y la desigualdad natural del hombre y escribieron sobre las Leyes de Núremberg y la ciudadanía del Reich:

Un miembro de cualquier grupo minoritario demuestra su capacidad para servir al Reich alemán cuando, sin renunciar a ser miembro de su propio grupo Volk específico, cumple lealmente sus deberes civiles con el Reich, como el servicio en las fuerzas armadas, etc. La ciudadanía del Reich está, por lo tanto, abierta a grupos relacionados racialmente que viven en Alemania, como polacos, daneses y otros. Es un asunto completamente diferente con los ciudadanos alemanes de sangre y raza extranjera. No cumplen los requisitos de sangre para la ciudadanía del Reich. Los judíos, que constituyen un cuerpo extraño entre todos los pueblos europeos, se caracterizan especialmente por la extrañeza racial. Los judíos, por lo tanto, no pueden ser vistos como aptos para el servicio al Volk y al Reich alemanes. Por lo tanto, necesariamente deben permanecer excluidos de la ciudadanía del Reich.

Las Leyes de Núremberg penalizaron las relaciones sexuales y los matrimonios entre personas de "sangre alemana o afín" y judíos, negros y gitanos como Rassenschande (deshonra racial).
En 1938, un folleto para una reunión del partido nazi en Núremberg incluía a todos los pueblos europeos como de "sangre relacionada" con los alemanes:

El centro y el norte de Europa son la patria de la raza nórdica. Al comienzo de la Edad de Hielo más reciente, alrededor del año 5.000 a. C., existía un Utvolk nórdico-indogermánico de raza nórdica [artgleicher nordrassischer Menschen], con el mismo lenguaje y modo de comportamiento unificado [Gesittung], que se dividía en grupos cada vez más pequeños. a medida que se expandía. De estos salieron germanos, celtas, romanos, griegos, eslavos, persas e indios arios. . .La unidad racial original y la propiedad común de los artefactos culturales más importantes siguieron siendo durante miles de años el cemento que mantenía unidos a los pueblos occidentales.

Sin embargo, poco después de la invasión de Polonia en 1939, los nazis decidieron relegar a los eslavos a un estatus no europeo:

El pueblo alemán era el único portador de cultura en Oriente y en su papel como principal potencia de Europa protegió la cultura occidental y la llevó a regiones incultas. Durante siglos constituyeron una barrera en Oriente contra la falta de cultura (Unkultur) y protegieron a Occidente contra la barbarie. Protegieron las fronteras de los eslavos, ávaros y magiares.

En 1942, Himmler redefinió el término "relacionado" que hasta ese año se había referido a las naciones europeas no alemanas para "que la estructura racial de todas las naciones europeas está tan estrechamente relacionada con la de la nación alemana que si se produce el mestizaje no hay peligro"que la sangre de la nación alemana sea contaminada racialmente". El término "pariente" se definió como "sangre alemana y sangre de razas germánicas emparentadas" (a las que pertenecen los miembros de naciones "no germánicas" que podían ser germanizadas y, en segundo lugar, "sangre emparentada pero no de razas emparentadas", por lo que Himmler se refería a todas las naciones europeas no germánicas (eslavas, latinas, celtas y bálticas).
Los judíos, los romaníes, los negros, los eslavos (incluidos los polacos, los serbios y los rusos) no fueron considerados arios por la Alemania nazi. En cambio, fueron considerados razas subhumanas e inferiores.

### Pueblos de Asia oriental

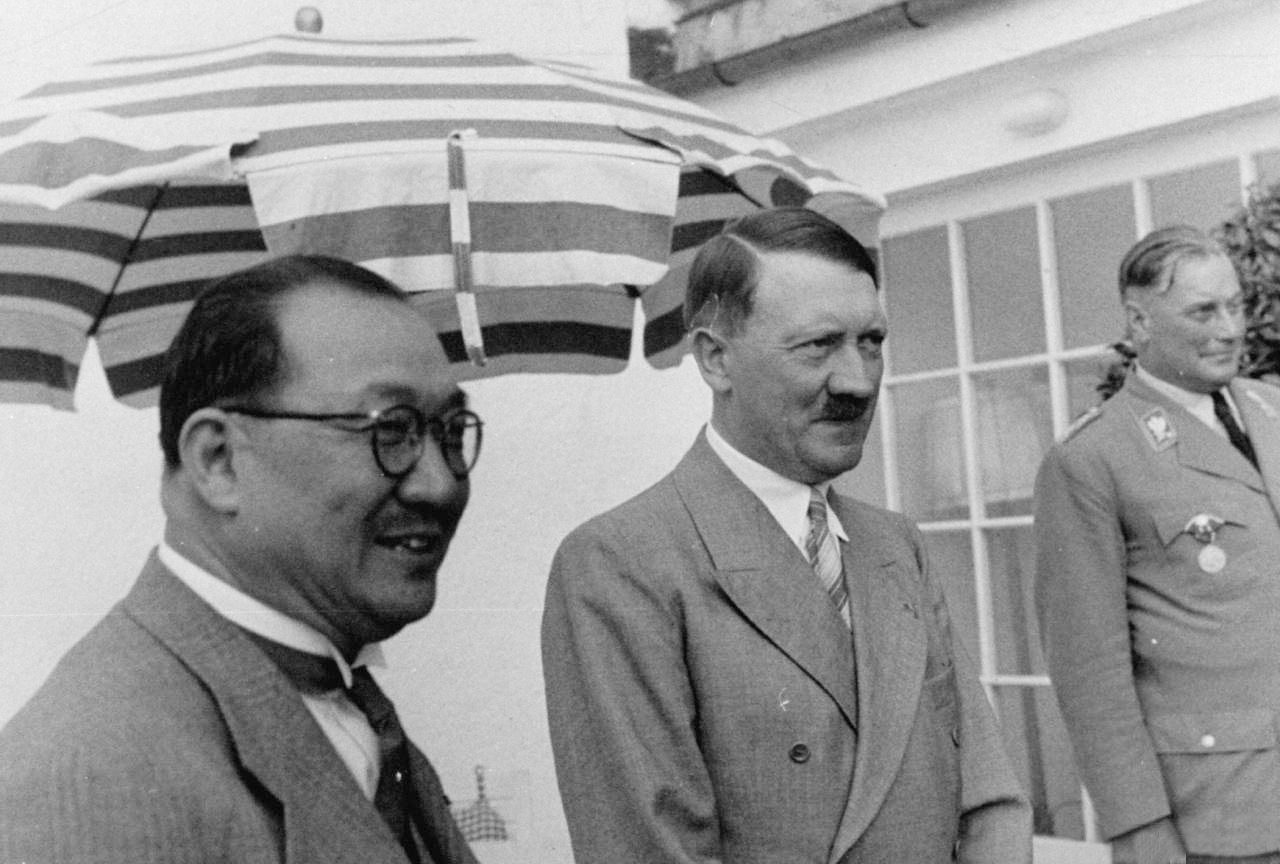
Reunión de Hitler y el Sr. Kung Hsiang-hsi en 1936.

El gobierno nazi comenzó a promulgar leyes raciales después de que Hitler llegó al poder en 1933, y durante ese año, el gobierno japonés protestó contra varios incidentes raciales que involucraron a japoneses o japoneses-alemanes. Más tarde, las disputas se resolvieron cuando el alto mando nazi trató con indulgencia a sus aliados japoneses. Este fue especialmente el caso después del colapso de la cooperación chino-alemana y la formación de la alianza oficial entre Alemania y Japón.
Sin embargo, los chinos y los japoneses fueron objeto de discriminación en virtud de las leyes raciales de Alemania, que, con la excepción de las Leyes de Núremberg de 1935, que mencionaban específicamente a los judíos – se aplicaban generalmente a todos los "no arios", excepto a los pueblos de Asia oriental (excluyendo a los coreanos y Negritos) eran considerados “Arios Honorarios”.
Después de que China declarara la guerra a Alemania y se uniera a los Aliados, los ciudadanos chinos fueron perseguidos en Alemania. El influyente antisemita nazi Johann von Leers favoreció la exclusión de los japoneses de las leyes porque creía en la existencia del supuesto vínculo racial japonés-ario y porque buscaba mejorar las relaciones diplomáticas de Alemania con Japón. El Ministerio de Relaciones Exteriores apoyó a von Leers y en varias ocasiones entre 1934 y 1937 buscó cambiar las leyes, pero otras agencias gubernamentales, incluida la Oficina de Política Racial, se opusieron a la modificación.
Hitler invitó a los soldados chinos a estudiar en academias militares alemanas y servir en la Wehrmacht como parte de su entrenamiento de combate. Desde 1926, Alemania había apoyado militar e industrialmente a la República de China. Alemania también había enviado asesores como Alexander von Falkenhausen y Hans von Seeckt para ayudar a los chinos, sobre todo en la Guerra Civil China y las campañas anticomunistas de China. Max Bauer fue enviado a China y se desempeñó como uno de los asesores de Chiang Kai-shek. Por esta época, Hsiang-hsi Kung (H. H. Kung), el ministro de Finanzas de la República de China, visitó la Alemania nazi y fue recibido calurosamente por Adolf Hitler el 13 de junio de 1937. Durante esta reunión, Adolf Hitler, Hermann Göring y Hjalmar Schacht otorgaron a Hsiang-hsi Kung un doctorado honoris causa e intentaron abrir el mercado de China a las exportaciones alemanas. Con el fin de atraer a más estudiantes chinos Han para estudiar en Alemania, Adolf Hitler, Hermann Göring y Hjalmar Schacht destinaron 100.000 marcos para los estudiantes chinos Han que estudiaban en las universidades y academias militares de la Alemania nazi después de persuadir a un industrial alemán para que aportara el dinero con este fin. Hsiang-hsi Kung, que favorecía los créditos comerciales, rechazó cortésmente un generoso préstamo internacional que le ofreció Adolf Hitler. Como resultado de este intercambio, un número muy pequeño de ciudadanos chinos sirvieron en las fuerzas armadas alemanas. El más famoso de estos soldados nazis chinos Han fue Chiang Wei-kuo, hijo del presidente de la República de China, Chiang Kai-shek, quien estudió estrategia y táctica militar en una Kriegsschule alemana nazi en Múnich, posteriormente adquirió el rango de teniente y sirvió como soldado de la Wehrmacht en servicio de combate activo en Europa hasta su regreso a la República de China durante los últimos años de la Segunda Guerra Mundial.
Hitler en Mein Kampf escribió que había apoyado al Imperio de Japón ya en 1904 cuando declaró que: “Cuando llegó la guerra ruso-japonesa, yo era mayor y podía juzgar mejor por mí mismo. Por razones nacionales, me puse del lado de los japoneses en nuestras discusiones. Consideré la derrota de los rusos como un golpe al austroeslavismo”. Hizo otras declaraciones en el libro expresando su respeto y admiración por el pueblo japonés.
Aunque pertenecían a una raza evolutiva diferente a la de los alemanes, se consideraba que los japoneses tenían cualidades suficientemente superiores, al igual que las personas con sangre germano-nórdica, para justificar una alianza por parte de ideólogos nazis como Himmler, que poseía un gran interés y estaba influenciado también por, la antropología, las filosofías y las religiones panteístas del Este de Asia, mencionó cómo su amigo Hiroshi Ōshima, el embajador japonés en Alemania, quien creía que las castas nobles en Japón, los Daimyō y los Samurái, eran descendientes de dioses de origen celestial, lo cual era similar a la creencia del propio Himmler de que “la raza nórdica no evolucionó, sino que bajó directamente del cielo para asentarse en el continente atlántico ”.
Karl Haushofer, un general alemán, geógrafo y geopolítico, cuyas ideas pueden haber influido en el desarrollo de las estrategias expansionistas de Hitler, vio a Japón como la nación hermana de Alemania. En 1908, fue enviado a Tokio por el ejército alemán "para estudiar el ejército japonés y asesorarlo como instructor de artillería". El encargo cambió el curso de su vida y también marcó el comienzo de su relación amorosa con Oriente. Durante los siguientes cuatro años, viajó extensamente por el este de Asia, agregando coreano, japonés y mandarín a su repertorio de idiomas. También sabía hablar ruso, francés e inglés. Karl Haushofer había sido un devoto estudiante de Schopenhauer, y durante su estancia en el Lejano Oriente, fue introducido a las enseñanzas esotéricas orientales.”  Fue sobre la base de tales enseñanzas que él llegó a hacer atribuciones propias al pueblo japonés, llamándolos los "Arios del Este", e incluso llamándolos el "Herrenvolk del Oriente" (es decir, la "raza maestra del Oriente").
Una declaración de octubre de 1933 del ministro de Relaciones Exteriores, Konstantin von Neurath, que se publicó en respuesta a las protestas japonesas, afirmaba falsamente que los japoneses estaban exentos. La amplia publicación de esta declaración hizo que muchos en Alemania, Japón y otros lugares creyeran que tal exención realmente existía. En lugar de otorgar a los japoneses una amplia exención de las leyes, un decreto de abril de 1935 estableció que cualquier caso de discriminación racial que pudiera poner en peligro las relaciones diplomáticas alemanas porque involucraba a no arios, es decir, japoneses, se trataría individualmente. Las decisiones sobre tales casos a menudo tomaban años en tomarse, y aquellas personas que se vieron afectadas por ellas no pudieron obtener trabajos o casarse interracialmente, principalmente porque el gobierno alemán prefirió evitar en la medida de lo posible eximir a las personas de las leyes. El gobierno alemán a menudo eximió a más germano-japoneses de los que deseaba porque quería evitar que se repitieran las controversias de 1933. Y en 1934, prohibió a la prensa alemana discutir las leyes raciales con respecto a los japoneses.
Durante la Segunda Guerra Mundial, Hitler temía el establecimiento de una supremacía del 'Hombre Amarillo' (japonés) dentro de Asia, reemplazando el "gobierno blanco" de la Gran Bretaña colonial.

### Arios urálicos
Los nazis, en un intento por encontrar una definición satisfactoria de 'ario', se enfrentaron a un dilema con respecto a los pueblos europeos que no hablaban un idioma indoeuropeo o un idioma indoario, a saber, estonios, finlandeses y húngaros.
El primer intento legal fue en 1933, cuando Albert Gorter dio una definición de 'ario' para la Ley del Servicio Civil que incluía a los pueblos urálicos como arios. Sin embargo, esa definición se consideró inaceptable porque incluía a algunos pueblos no europeos. Gorter cambió la definición de 'ario' a la definición que dio el Asesor Experto en Población y Política Racial (Sachverständigenbeirat für Bevölkerungs- und Rassenpolitik), que era: "Un ario es aquel que está relacionado tribalmente (stammverwandt) con sangre alemana. Un ario es el descendiente de un Volk domiciliado en Europa en un asentamiento tribal cerrado (Volkstumssiedlung) desde la historia registrada”. Esa definición de 'ario' incluía estonios, finlandeses y húngaros. En 1938 se hizo un comentario sobre las Leyes de Núremberg que proclamaba que "la abrumadora mayoría" de finlandeses y húngaros eran de sangre aria.

### Estonios
En 1941, la Alemania nazi estableció el Reichskommissariat Ostland para administrar el territorio conquistado de Estonia. El departamento colonial de Berlín bajo el mando del ministro Alfred Rosenberg (nacido en Tallin en 1893) consideraba favorablemente a los estonios como ugrofineses y, por lo tanto, los consideraba "arios". El generalkommissar Karl-Siegmund Litzmann autorizó el establecimiento de un Landeseigene Verwaltung (administración nacional local).
Durante la guerra, Hitler comentó que los estonios tenían mucha “sangre germánica”.

### Finlandeses
Los finlandeses tenían una posición discutible en las teorías raciales nazis, ya que se los consideraba parte de la "raza mongola del este" con los samis en las jerarquías raciales tradicionales. Finlandia no tenía centros de Lebensborn, a diferencia de Noruega, aunque Finlandia tenía decenas de miles de soldados alemanes en el país. Sin embargo, la investigación de archivo descubrió que 26 mujeres finlandesas estaban en contacto con el programa Lebensborn por razones no especificadas.
Después de que Alemania invadiera la Unión Soviética en junio de 1941, el ejército finlandés, junto con las unidades alemanas en Laponia, invadió la URSS tras los ataques aéreos soviéticos contra ciudades finlandesas. Finlandia luchó contra la URSS principalmente para recuperar los territorios que se vio obligada a ceder a la URSS después del Tratado de Paz de Moscú que puso fin a la Guerra de Invierno entre los finlandeses y los soviéticos. En noviembre de 1942, debido a la importante contribución militar de Finlandia al esfuerzo bélico alemán en el flanco norte del frente oriental de la Segunda Guerra Mundial, Hitler decretó que "de ahora en adelante Finlandia y el pueblo finlandés sean tratados y designados como un estado nórdico y un pueblo nórdico", que consideró uno de los mayores elogios que el gobierno nazi podía otorgar a otro país. Hitler declaró en una conversación privada que:

Después de su primer conflicto con los rusos, los finlandeses se dirigieron a mí y me propusieron que su país se convirtiera en un protectorado alemán. No me arrepiento de haber rechazado esta oferta. De hecho, la actitud heroica de este pueblo, que ha pasado cien de los seiscientos años de su historia luchando, merece el mayor respeto. Es infinitamente mejor tener como aliado a este pueblo de héroes que incorporarlo al Reich germánico, lo que, en todo caso, no dejaría de provocar complicaciones a la larga. Los finlandeses cubren uno de nuestros flancos, Turquía cubre el otro. Esa es una solución ideal para mí en lo que respecta a nuestro sistema de protección política.

### Húngaros
Según el Ministerio del Interior, los húngaros eran "extranjeros tribales" (fremdstämmig) pero no eran necesariamente "extranjeros de sangre", lo que aumentaba aún más la confusión con respecto a la definición de ellos sobre una base racial. En 1934, un folleto de la serie Familia, Raza, Volk en el Estado Nacionalsocialista simplemente decía que los magiares (que no fueron definidos) eran arios. Pero, al año siguiente, un artículo en el Revista de ciencia racial sobre el "Diagnóstico racial de los húngaros", comentó que "las opiniones sobre la condición racial de los húngaros todavía están muy divididas". Todavía en 1943, se discutía la cuestión de si se permitiría a una mujer húngara casarse con un hombre alemán; se determinó que ella era de 'sangre relacionada' y se les permitió casarse.

### Arios occidentales
Aunque Günther y Hitler veían a las naciones occidentales como arias, tenían puntos de vista raciales sobre las clases bajas en Gran Bretaña y Francia.

### Ingleses
Según Günther, las regiones nórdicas más puras eran Escandinavia y el norte de Alemania, particularmente Noruega y Suecia, especificando: "Podemos, tal vez, considerar que la sangre sueca es más del 80 por ciento nórdica, la sangre noruega alrededor del 80 por ciento". Gran Bretaña y el sur de Alemania, por el contrario, no se consideraban enteramente nórdicos. Se decía que Alemania era 55% nórdica y el resto alpina (particularmente en el sur de Alemania), dinárica o báltica oriental (particularmente en el este de Alemania). Sobre las islas británicas, Günther declaró: "podemos adoptar las siguientes proporciones raciales para estas islas: sangre nórdica, 60 por ciento; mediterránea, 30 por ciento; alpina, 10 por ciento". Agregó que "la cepa nórdica en Alemania parece estar bastante más distribuida entre todo el pueblo que en Inglaterra, donde parece pertenecer mucho más a las clases altas". Hitler se hizo eco de este sentimiento, refiriéndose a las clases bajas inglesas como "racialmente inferiores".
Hasta noviembre de 1938, cuando las relaciones entre Alemania y Gran Bretaña empeoraron, la propaganda nazi sobre Gran Bretaña había presentado al pueblo británico como un ejemplo de la superioridad racial de la raza aria, señalando que tenían un imperio y gobernaban a millones de no arios. Poco después, los británicos fueron descritos como "los judíos entre los pueblos arios" y plutócratas que luchaban por el dinero.

### Franceses
Hitler veía a los franceses como racialmente cercanos a los alemanes, pero no del todo a sus pares. Dijo sobre su carácter racial: "Francia sigue siendo hostil con nosotros. Ella contiene, además de su sangre nórdica, una sangre que siempre nos será ajena”. Günther se hizo eco de este sentimiento, diciendo que los franceses eran predominantemente alpinos y mediterráneos en lugar de nórdicos, pero que todavía estaba presente una fuerte cepa nórdica. Caracterizó a los franceses por poseer las siguientes proporciones raciales: nórdicos, 25%; Alpina o Dinárica, 50%; Mediterráneo, 25%. Se decía que estos tipos eran más frecuentes en el norte, centro y sur de Francia, respectivamente.
Hitler planeó eliminar a una gran parte de la población francesa para dar paso al asentamiento alemán. La Zona Interdite del este de Francia se dejó de lado y se planeó que formara parte del Reich alemán después de que el resto de Francia fuera completamente sometido. Los residentes franceses de la zona, unos 7 millones de personas que representaban casi el 20% de la población francesa en ese momento, serían deportados y la tierra entonces ocupada por al menos un millón de colonos alemanes. El plan se pospuso o se abandonó después de la Operación Barbarroja a favor de acelerar el asentamiento del este y nunca se implementó debido a la derrota alemana en la Segunda Guerra Mundial.

### Arios mediterráneos
La propaganda nazi describió a la raza mediterránea como de cabello castaño, ojos marrones, piel clara pero un poco más oscura que sus contrapartes del norte de Europa, y baja (promedio 5' 34/5"), con cráneos dolicocefálicos o mesocefálicos, y complexiones delgadas. Las personas que encajan en esta categoría fueron descritas como "animadas, incluso locuaces" y "excitables, incluso apasionadas", pero también fueron descritas como "propensas a actuar más por sentimiento que por razón", y como resultado, "esta raza tiene produjo sólo unos pocos hombres sobresalientes.” 
La cuestión del Tirol del Sur fue abordada en gran parte y de manera pragmática por Hitler y Mussolini : esta región del Tirol de Austria, que fue anexada por Italia después de 1919, no se convertiría en un distrito constituyente de Ostmark (actual Austria). A los alemanes étnicos que vivían en el Tirol del Sur se les dio la opción de emigrar de regreso al Reich alemán o permanecer en el Tirol del Sur, donde se someterían a una italianización forzada. 

### Italianos
Los teóricos raciales nazis cuestionaron la cantidad de sangre aria que tenían los italianos. El mismo Hitler veía a los italianos del norte como fuertemente arios, pero no a los italianos del sur. Los nazis consideraron que la caída del Imperio Romano fue causada por la mezcla racial, afirmando que los italianos eran un híbrido de razas, incluidas las razas africanas negras. Cuando Hitler se reunió con el líder fascista italiano Benito Mussolini en junio de 1934, le dijo que todos los pueblos mediterráneos estaban "manchados" por la sangre negra.

### Griegos
Durante un discurso en 1920, Hitler afirmó que la civilización en Grecia provenía de los arios. En su Segundo Libro inédito de 1928 escribió que Esparta debe ser considerada como el primer Estado Popular. De manera similar, durante un discurso en agosto de 1929 reiteró el mismo pensamiento al afirmar que Esparta era el "estado racial más puro" de la historia.
Alfred Rosenberg creía que la civilización de la Antigua Grecia era el resultado de un "alma de raza aria-griega". Himmler instruyó a las personas que llevaban a cabo el grupo de expertos Ahnenerbe para que estudiaran los orígenes "indogermánicos y arios" de Grecia.

### Arios orientales
A mediados de la década de 1930, los diplomáticos extranjeros de Irán y Turquía que visitaron Alemania querían saber cómo los consideraban los nazis, ya que hablaban idiomas indoeuropeos. Los nazis concluyeron que los hablantes de idiomas indoeuropeos (incluidos los idiomas protoindoeuropeos, como el idioma de Anatolia), de Asia, como los iraníes y los turcos, eran arios. Los nazis consideraban que los turcos eran europeos.

### Iraníes

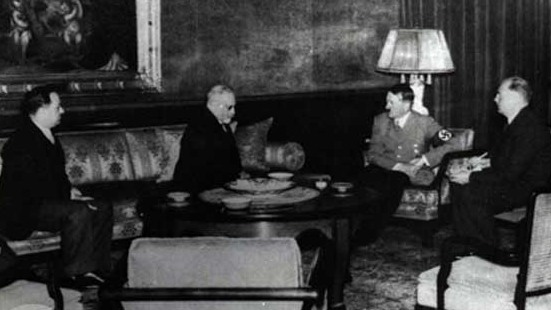
Hitler se reunió con el embajador iraní Mussa Nuri Esfandiari.

A partir de 1933, los líderes nazis en Alemania se esforzaron por aumentar su influencia en Irán y financiaron y administraron una revista racista, Iran-e Bastan, coeditada por un iraní pronazi, Abdulrahman Saif Azad. Esta y otras publicaciones chovinistas de la década de 1930 fueron populares entre las élites iraníes; ellos "destacaron el pasado y las glorias preislámicas de la nación persa y culparon a los supuestamente 'árabes y turcos salvajes' por el atraso de Irán". En Irán:

Los nazis encontraron un clima favorable entre la élite iraní para difundir propaganda fascista y racista. La maquinaria de propaganda nazi abogó por la (supuestamente) ascendencia aria común de "las dos naciones". Para cultivar aún más las tendencias racistas, en 1936 el Gabinete del Reich emitió un decreto especial eximiendo a los iraníes de las restricciones de las Leyes Raciales de Nuremberg con el argumento de que eran 'puros- arios de sangre ... En varias publicaciones, conferencias, discursos y ceremonias pronazis, se establecieron paralelos entre Reza Shah, Hitler y Mussolini para enfatizar el parecido carismático entre estos líderes.

La ideología nazi era más común entre los funcionarios, las élites y los intelectuales persas, pero "incluso algunos miembros de grupos no persas estaban ansiosos por identificarse con los nazis" y una supuesta raza aria. Hitler declaró a Irán como un "estado ario"; el cambio del nombre internacional de Persia a Irán en 1935 fue realizado por el Sha a sugerencia del embajador alemán en Irán como un acto de "solidaridad aria".
En 1936, la Oficina Nazi de Política Racial, en respuesta a una pregunta del Ministerio de Asuntos Exteriores alemán, clasificó a los turcos no judíos como europeos, pero "dejó sin respuesta la cuestión de cómo pensar en los árabes, persas y árabes obviamente no europeos". musulmanes". Más tarde ese año, antes de los Juegos Olímpicos de verano en Berlín, los nazis respondieron a las preguntas de los egipcios diciendo que las leyes raciales de Núremberg no se aplicaban a ellos, y después de que el embajador iraní en Berlín "asegurara a los funcionarios alemanes que ' no había duda de que el iraní, como ario, era 'racialmente afín (artverwandt) a los alemanes', el Ministerio de Relaciones Exteriores alemán "aseguró a la embajada iraní en Berlín que la distinción correcta entre arios y no arios no era " sino más bien entre "personas de sangre alemana y afines por un lado y judíos así como racialmente extranjeros por el otro".
El historiador Jeffrey Herf escribe:

Como resultado de las discusiones de la primavera y el verano de 1936, los funcionarios nazis aseguraron a los diplomáticos árabes que la ideología y la política nazis estaban dirigidas contra los judíos, no contra los semitas no judíos. El nazismo veía a árabes y musulmanes como diferentes pero, en claro contraste con la jerarquía racial presentada en Mein Kampf, no como racialmente inferiores. Pero como era mejor que las razas no se mezclaran, los alemanes no judíos deberían casarse con otros alemanes no judíos. Estas abstrusas discusiones sobre el significado de la sangre y la raza en el verano de 1936 ofrecieron una base legal y conceptual para reconciliar la ideología y la legislación raciales alemanas con el trabajo continuo y cercano con semitas no judíos, es decir, árabes y musulmanes, antes y durante la Segunda Guerra Mundial. . Como consecuencia de los intercambios de la primavera y el verano de 1936 y las decisiones egipcias e iraníes de asistir a los Juegos Olímpicos de verano, los funcionarios alemanes se enteraron de que podían conciliar las políticas antijudías de la Alemania nazi con los esfuerzos por encontrar aliados entre los semitas no judíos. También aprendieron que al menos algunos diplomáticos árabes y persas no tenían una oposición de principios al antisemitismo siempre que estuviera dirigido solo a los judíos e incluso se habían acostumbrado a pensar en pueblos y naciones en las categorías racistas que surgieron del régimen nacionalsocialista.

### Turcos
Después de la aprobación de las Leyes de Núremberg, la cuestión de la clasificación racial de los turcos se convirtió en un tema de debate para la Oficina de Política Racial del Partido Nazi. En enero de 1936, hubo informes de alemanes con ascendencia turca que experimentaban dificultades por parte del estado y el Partido Nazi. El Ministerio de Relaciones Exteriores de Alemania declaró que era "esencial que la determinación de si los turcos son arios se decidiera lo antes posible" para poder dar a la embajada turca una "respuesta satisfactoria". Se instruyó a los diplomáticos alemanes para responder a cualquier pregunta al respecto que: "en Alemania, el pueblo turco es visto como un pueblo europeo y que, por lo tanto, el ciudadano turco individual recibe el mismo trato por la ley racial alemana que los miembros de otros estados europeos".. Esa decisión llevó a la prensa turca a publicar periódicos con el titular "¡Los turcos son arios!".

### Georgianos
Hitler comentó sobre los georgianos durante una de sus charlas de mesa:

Los georgianos no son un pueblo turco; más bien una típica tribu caucásica, probablemente incluso con algo de sangre nórdica en ellos... Los únicos que considero confiables son los musulmanes puros, lo que significa las verdaderas naciones turcas.

En comparación con otras nacionalidades soviéticas, los georgianos recibieron un trato preferencial e incluso hubo una Legión georgiana. Hitler también teorizó que la etnia georgiana de Iósif Stalin, así como el hecho de que la RSS de Georgia fuera nominalmente autónoma, finalmente acercaría a los georgianos a la URSS que a Alemania. Varios eruditos georgianos como Alexander Nikuradze y Michael Achmeteli sirvieron como asesores de nazis como Alfred Rosenberg.
El 24 de agosto de 1939, durante la reunión del pacto nazi-soviético, Hitler le pidió a su fotógrafo personal, Heinrich Hoffmann, que fotografiara los lóbulos de las orejas del líder soviético nacido en Georgia Iósif Stalin para determinar si era o no un "ario" o un "judío". Hitler llegó a la conclusión de que era un "ario". Himmler consideraba que Stalin descendía de la "sangre nórdica-germánica-aria" perdida.

### Eslavos
El historiador John Connelly argumenta que las políticas nazis llevadas a cabo contra los eslavos durante la Segunda Guerra Mundial no pueden explicarse completamente por las teorías racistas respaldadas por los nazis debido a las contradicciones y el oportunismo que se produjeron durante la guerra. Antes del estallido de la guerra en 1939, solo había una vaga noción de los eslavos como un grupo inferior en las mentes de los principales nazis. Cuán inferior se determinaría más adelante durante la guerra.
Los nazis pensaban que Europa del Este, es decir, las áreas cuyos habitantes hablan idiomas eslavos, era la parte racialmente más inferior de Europa y muy distinta del resto de Europa.
Günther en su libro La ciencia racial de Europa escribió que los eslavos eran originalmente nórdicos pero que a lo largo de los siglos se habían mezclado con otras razas. En Los elementos raciales de la historia europea, escribió: "El este de Europa muestra una transición gradual de las mezclas raciales de Europa central hacia regiones predominantemente del Báltico oriental y del interior de Asia... Debido a la semejanza entre los caracteres corporales del Báltico Oriental y del Asia Interior, a menudo será difícil fijar un límite definido entre estas dos razas”. Señaló que la raza nórdica se encontraba prominentemente a lo largo del Vístula, el Neva, el Dwina y en el sur de Volhynia, pero cuanto más al sur y al este, la raza del Báltico Oriental se volvió más común y, finalmente, en algunas regiones hubo “una fuerte mezcla asiática interna”. En las regiones de habla rusa, estimó que había entre un 25 por ciento y un 30 por ciento de nórdicos. En las regiones polacas hubo un aumento en la raza Báltica Oriental, la raza Alpina y la Asiática Interior más al este.
Günther, que influyó mucho en Hitler y la ideología nazi, estudió y escribió sobre los supuestos orígenes raciales de los eslavos. Llegó a la conclusión de que los eslavos eran originalmente nórdicos, pero después de mezclarse con otras razas a lo largo de los siglos, finalmente llegaron a ser predominantemente de la raza del Báltico Oriental. Sin embargo, se consideró que algunos polacos y otros eslavos tenían suficiente mezcla nórdica para ser germanizados, porque supuestamente descendían de la clase dominante nórdica de los primeros eslavos. Escribió que cuanto más al este, más prominente era la ascendencia racial "interior asiática". Escribió que los polacos y otros eslavos que eran predominantemente de la raza báltica oriental eran mentalmente lentos, sucios e incapaces de planificar a largo plazo. También afirmó que la raza del Báltico Oriental era la razón por la cual algunos distritos alemanes tenían "una gran proporción de delincuencia".
Himmler en la década de 1920 era miembro de la Liga Artaman antieslava y escribió:

El aumento de nuestra población campesina es la única defensa eficaz contra la afluencia de las masas obreras eslavas del Este. Como hace seiscientos años, el destino del campesino alemán debe ser preservar y aumentar el patrimonio del pueblo alemán en su batalla de la santa madre tierra contra la raza eslava.

Hitler en Mein Kampf escribió que el Lebensraum (espacio vital) de Alemania estaría en Europa del Este:

Y así, nosotros, los nacionalsocialistas, trazamos conscientemente una línea debajo de la tendencia de la política exterior de nuestro período anterior a la guerra. Retomamos donde nos separamos hace seiscientos años. Detenemos el interminable movimiento alemán hacia el sur y el oeste, y volvemos nuestra mirada hacia la tierra del este. Por fin, rompemos con la política colonial y comercial del período anterior a la guerra y cambiamos a la política de suelos del futuro.

Hitler en su segundo libro inédito Zweites Buch escribió que la política exterior del Partido Nazi se basaría en asegurar Lebensraum para el pueblo alemán:

El Movimiento Nacionalsocialista, por el contrario, siempre dejará que su política exterior esté determinada por la necesidad de asegurar el espacio necesario para la vida de nuestro Pueblo. No conoce la germanización ni la teutonización, como en el caso de la burguesía nacional, sino sólo la difusión de su propio Pueblo. Nunca verá en los subyugados, llamados germanizados, checos o polacos, un fortalecimiento nacional, y mucho menos folklórico, sino solo el debilitamiento racial de nuestro pueblo.

En el mismo libro, escribió que los pueblos de los territorios anexados no serían germanizados:

El Estado völkisch, por el contrario, no debe bajo ninguna condición anexar polacos con la intención de querer convertirlos en alemanes algún día. Por el contrario, debe reunir la determinación de sellar estos elementos raciales extraños, para que la sangre de su propio Pueblo no se corrompa nuevamente, o debe, sin más preámbulos, eliminarlos y entregar el territorio desocupado a su propios Camaradas Nacionales.

Para justificar su adquisición de Lebensraum (espacio vital) para los alemanes, los nazis luego clasificaron a los eslavos como una horda "asiático-bolchevique" racialmente inferior.
Durante la guerra, la Gestapo persiguió las relaciones sexuales entre los alemanes y los pueblos de Europa del Este por el “riesgo para la integridad racial de la nación alemana”.
Himmler, en un memorando secreto titulado Reflexiones sobre el tratamiento de los pueblos de razas alienígenas en el Este, comentó sobre la germanización forzosa de los niños de sangre alemana en Europa del Este:

A los padres de tales hijos de buena sangre se les dará la opción de entregar a su hijo; entonces probablemente no engendrarán más hijos, de modo que el peligro de que este pueblo infrahumano del Este [Untermenschenvolk des Ostens] obtenga una clase de líderes que, ya que sería igual a nosotros, también sería peligroso para nosotros, desaparecerá, o de lo contrario, los padres se comprometen a ir a Alemania y convertirse allí en ciudadanos leales. El amor hacia su hijo, cuyo futuro y educación depende de la lealtad de los padres, será un arma poderosa en el trato con ellos.

En el mismo memorándum, Himmler remarcó que el futuro de la población no alemana en el Este sería:

No hay escuela superior a la escuela primaria de cuatro grados. El único objetivo de esta escuela es ser--

Simplemente aritmética hasta 500 como máximo; escribir el nombre de uno; la doctrina de que es una ley divina obedecer a los alemanes y ser honesto, trabajador y bueno. No creo que la lectura sea necesaria.

En 1941, Himmler abogó por que en los territorios anexados "se creara un baluarte contra las naciones eslavas mediante el asentamiento de agricultores alemanes y agricultores de ascendencia alemana". Himmler declaró que la germanización de Europa del Este se completaría por completo cuando “en Oriente habitaran sólo hombres con sangre verdaderamente alemana, germánica”.
Himmler en sus discursos de Posen en 1943 dijo:

Un principio básico debe ser la regla absoluta para los hombres de las SS: debemos ser honestos, decentes, leales y camaradas con los miembros de nuestra propia sangre y con nadie más. Lo que le pase a un ruso, a un checo, no me interesa lo más mínimo. Lo que otras naciones puedan ofrecer como buena sangre de nuestro tipo, lo tomaremos, si es necesario, secuestrando a sus hijos y criándolos aquí con nosotros. Que las naciones vivan en la prosperidad o mueran de hambre me interesa sólo en la medida en que las necesitemos como esclavas de nuestra cultura; de lo contrario, no me interesa. Si 10.000 mujeres rusas caen de agotamiento mientras cavan una zanja antitanque solo me interesa en la medida en que la zanja antitanque para Alemania esté terminada. [...] El eslavo nunca es capaz de construir nada por sí mismo. A la larga, no es capaz de hacerlo. Volveré a esto más tarde. Con la excepción de algunos fenómenos producidos por Asia cada dos siglos, a través de esa mezcla de dos herencias que puede ser afortunada para Asia pero es desafortunada para nosotros los europeos – con la excepción, por lo tanto, de un Atila, un Ghenghis Khan, un Tamerlaine, un Lenin, un Stalin – el mestizaje de los eslavos se basa en una subraza con unas gotas de sangre de nuestra sangre, sangre de una raza líder; el eslavo no puede controlarse y crear orden. Es capaz de argumentar, capaz de debatir, capaz de desintegrarse, capaz de ofrecer resistencia contra toda autoridad y de rebelarse. Pero estos productos humanos de mala calidad son tan incapaces de mantener el orden hoy como lo fueron hace 700 u 800 años, cuando llamaron a los varegos, cuando llamaron a los rúricos.

### Búlgaros
Joseph Goebbels escribió en su diario el 14 de diciembre de 1938 que los búlgaros eran un “pueblo valiente y también nuestros amigos”.
Durante la guerra, Hitler comentó “etiquetar a los búlgaros como eslavos es pura tontería; originalmente eran turcomanos ”.

### Croatas
Hitler comentó sobre los croatas durante una charla de mesa:

Si los croatas fueran parte del Reich, los tendríamos sirviendo como fieles auxiliares del Führer alemán, para vigilar nuestras marchas. Pase lo que pase, uno no debería tratarlos como lo está haciendo Italia en la actualidad. Los croatas son un pueblo orgulloso. Deben estar vinculados directamente al Führer mediante un juramento de lealtad. Así, uno podría confiar en ellos absolutamente. Cuando tengo a Kvaternik parado frente a mí, contemplo el mismo tipo de croata como siempre lo he conocido, inquebrantable en sus amistades, un hombre cuyo juramento es eternamente vinculante. Los croatas están muy interesados en no ser considerados eslavos. Según ellos, descienden de los godos. El hecho de que hablen un idioma eslavo es solo un accidente, dicen.

El gobierno fascista croata de Ustaše rechazó la idea de que los croatas descendían de tribus eslavas y apoyó la idea de que descendían de tribus góticas germánicas. El 30 de abril de 1941, el gobierno aprobó tres leyes raciales: el "Decreto legal sobre los orígenes raciales", el "Decreto legal sobre la protección de la sangre aria y el honor del pueblo croata" y la "Disposición legal sobre la ciudadanía".

### Bosnios
Las nociones románticas que Himmler tenía sobre los musulmanes bosnios probablemente fueron significativas en la génesis de la 13.ª División de las Montañas Waffen de las SS Handschar (1.ª croata) y la 23.ª División de las Montañas Waffen de las SS Kama (2.ª croata). No obstante, un memorando fechado el 1 de noviembre de 1942 también indica que los principales autonomistas musulmanes ya habían sugerido la creación de una unidad voluntaria de las Waffen-SS bajo el mando alemán. Himmler estaba personalmente fascinado por la fe islámica y creía que el Islam creaba soldados intrépidos. Encontró su ferocidad preferible a la gentileza de los cristianos y creía que sus cualidades marciales deberían desarrollarse y ponerse en uso. Pensó que los hombres musulmanes serían perfectos soldados de las SS ya que el Islam "les promete el Cielo si luchan y mueren en acción".

### Checos

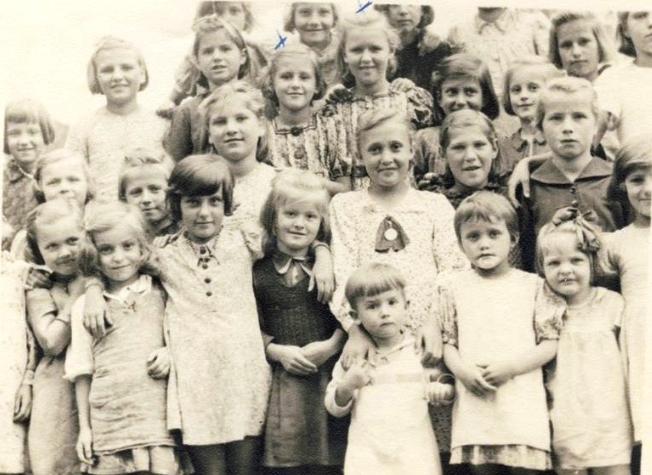
Niños eslovenos robados en el campo de Saldenburg: Las niñas del campo.

Después de que los nazis proclamaran el Protectorado de Bohemia y Moravia el 16 de marzo de 1939, Karl Frank definió a un "alemán" como:

Quien se profesa miembro de la nación alemana es miembro de la nación alemana, siempre que esta profesión esté confirmada por ciertos hechos, como el idioma, la educación, la cultura, etc. Las personas de sangre extranjera, en particular los judíos, nunca son alemanes. . . . . Debido a que profesar ser miembro de la nación alemana es de vital importancia, incluso alguien que es parcial o totalmente de otra raza (checa, eslovaca, ucraniana, húngara o polaca, por ejemplo) puede ser considerado alemán. No es posible una elaboración más precisa del término "nacional alemán" dadas las relaciones actuales.

Los nazis tenían como objetivo germanizar las áreas de Bohemia y Moravia. El tema de las relaciones sexuales y los matrimonios entre checos y alemanes fue problemático. Los nazis no prohibían los matrimonios entre checos y alemanes y ninguna ley prohibía que los judíos se casaran con checos. Las mujeres alemanas que se casaron con hombres checos perdieron su ciudadanía del Reich, mientras que a las mujeres checas que se casaron con hombres alemanes se les permitió formar parte del Volk alemán.
Aunque Hitler consideraba que los checos eran de origen mongol, de acuerdo con la idea de germanizar por completo el Protectorado de Bohemia y Moravia en 1940 coincidía con los antropólogos raciales en que hasta el 50% de los checos contenían suficiente sangre nórdica para poder germanizarlos, mientras que los "tipos mongoloides" y la intelectualidad checa no debían ser germanizados y debían ser "privados de su poder, eliminados y expulsados del país por todo tipo de métodos".
En 1941 Hitler elogió el "trabajo duro y la inventiva de los checos" a su ministro de Propaganda Goebbels y un año después comentó que los checos eran "trabajadores industriosos e inteligentes".

### Polacos

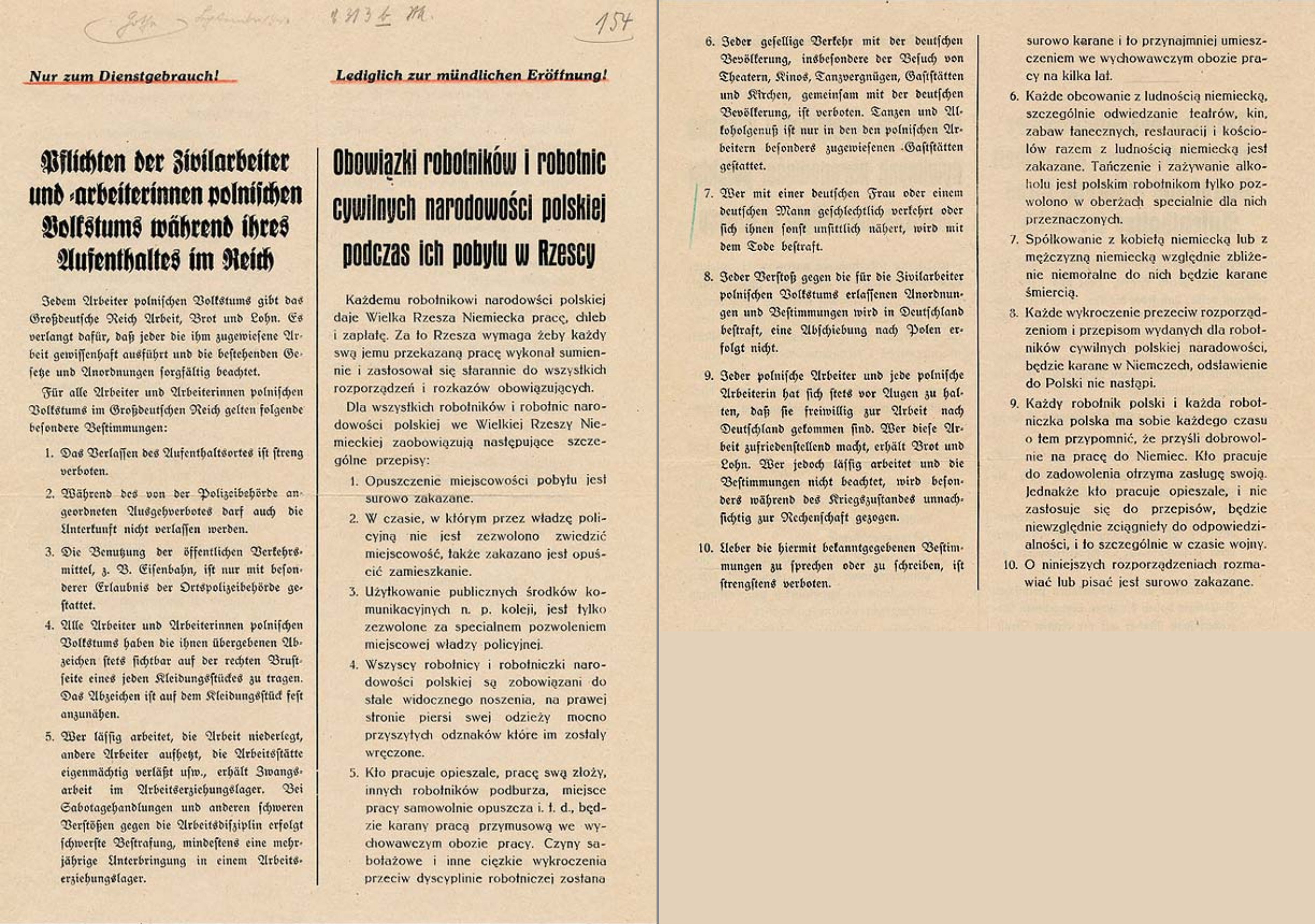
Afiche (en alemán y polaco): Obligaciones de los trabajadores polacos en Alemania, que incluían la pena de muerte por tener relaciones sexuales con un alemán.

Hitler pensó en los polacos como una raza extranjera y en Mein Kampf criticó los intentos anteriores de germanizar a los polacos étnicos porque argumentó que su inferioridad racial debilitaría a la nación alemana.
Günther consideraba que el norte de Polonia era predominantemente nórdico y que la raza nórdica se encontraba entre las clases altas
Una figura influyente entre los teóricos racistas alemanes fue Otto Reche, quien se convirtió en director del Instituto de Ciencias Raciales y Étnicas en Lipsk y abogó por el genocidio de la nación polaca. En este cargo escribió que los polacos étnicos eran "una mezcla desafortunada" compuesta entre otros por eslavos, bálticos y mongoles, y que debían ser eliminados para evitar una posible mezcla con la raza alemana. Cuando Alemania invadió Polonia, escribió: "Necesitamos Raum (espacio), pero ningún piojo polaco en nuestro pelaje".

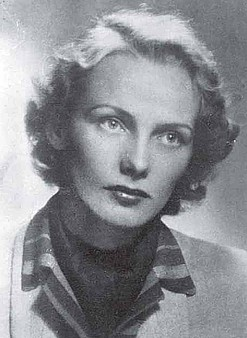
Blanka Kaczorowska, inteligencia polaca (Armia Krajowa); oficial, más tarde agente de la Gestapo nazi alemana.

Después de la invasión de Polonia, la propaganda nazi comenzó a representar a los polacos como subhumanos. El 24 de octubre de 1939, después de una reunión en el Ministerio de Propaganda, se emitió la Directiva n.º 1306 que declaró: "Debe quedar claro incluso para la lechera alemana que lo polaco es igual a la subhumanidad. Polacos, judíos y gitanos están en el mismo nivel inferior... Esto debería recordarse como un leitmotiv, y de vez en cuando, en la forma de conceptos existentes como "economía polaca", "ruina polaca", etc., hasta que todos en Alemania vean a todos los polacos, ya sean trabajadores agrícolas o intelectuales, como alimañas". Goebbels y Hitler creían que Asia comenzó en Polonia.
Goebbels en su diario del 10 de octubre de 1939 escribió lo que Hitler pensaba de los polacos:

El veredicto del Führer sobre los polacos es condenatorio. Más como animales que como seres humanos, completamente primitivos, estúpidos y amorfos. Y una clase dominante que es un resultado insatisfactorio de una mezcla entre las clases bajas y una raza superior aria. La suciedad de los polacos es inimaginable. Su capacidad de juicio inteligente es absolutamente nula.

En diciembre de 1939, Himmler declaró que las evaluaciones raciales eran esenciales para evitar que "surgieran tipos mestizos en los territorios que se iban a colonizar. Quiero crear una provincia rubia"."
Los decretos polacos que trataban sobre trabajadores polacos forzados a trabajar en Alemania y se promulgaron el 8 de mayo de 1940. La propaganda nazi emitió folletos para las granjas donde residían los trabajadores polacos e informó a los alemanes:

¡Mantén la pureza de la sangre alemana! ¡Eso se aplica tanto a hombres como a mujeres! Así como se considera la mayor desgracia involucrarse con un judío, cualquier alemán que tenga relaciones íntimas con un hombre o una mujer polacos es culpable de un comportamiento pecaminoso. ¡Despreciad los impulsos bestiales de esta raza! Sea racialmente consciente y proteja a sus hijos. De lo contrario, perderá su mayor activo: ¡su honor!

A las mujeres alemanas que tenían relaciones sexuales con trabajadores polacos les rapaban la cabeza y luego las obligaban a llevar un cartel alrededor del cuello que detallaba su crimen y debían desfilabar por el lugar donde vivían. Después de 1940, los polacos fueron ahorcados regularmente sin juicio por acusaciones de relaciones sexuales con mujeres alemanas.
Durante la guerra, Hitler declaró que los alemanes no deberían mezclarse con los polacos para evitar que se transmitiera "sangre germánica" a la clase dominante polaca.
La germanización de los polacos en la Polonia ocupada por los nazis fue problemática ya que algunos nazis tenían creencias diferentes sobre quién podía ser germanizado. Aunque el Gauleiter y el Reichsstatthalter de Danzig-West Prussia Albert Forster abogaron por el exterminio de los polacos, estaba más que feliz de aceptando a polacos que afirmaban tener "sangre alemana". Intentar averiguar si esos polacos eran de ascendencia alemana era casi imposible y los polacos que fueron entrevistados por trabajadores del Partido Nazi fueron tomados al pie de la letra sin requerir ningún documento para probar sus afirmaciones. Sin embargo, esta política estaba en desacuerdo con Himmler y el Gauleiter y Reichsstatthalter del territorio ocupado por los alemanes de Wartheland Arthur Greiser. Himmler y Greiser abogaron por una política de limpieza étnica de los polacos en Wartheland para que los alemanes pudieran repoblar el territorio. Hitler dejó que cada Gauleiter germanizara su propio territorio como mejor le pareciera, "sin hacer preguntas". Según las clasificaciones establecidas por la Deutsche Volksliste (Lista de pueblos alemanes), aproximadamente dos tercios de la población polaca bajo la ocupación de Forster se clasificaban como alemanes.

### Rusos
Hitler en Mein Kampf escribió que “La organización de la formación de un estado ruso no fue el resultado de las habilidades políticas de los eslavos en Rusia, sino solo un maravilloso ejemplo de la eficacia de formación de estado del elemento alemán en una raza inferior”.
Influenciado por las Directrices para la conducta de las tropas en Rusia emitidas por el Oberkommando der Wehrmacht (OKW) el 19 de mayo de 1941, en una directiva enviada a las tropas bajo su mando, el general Erich Hoepner del Panzer Group 4 declaró:

La guerra contra Rusia es un capítulo importante en la lucha por la existencia de la nación alemana. Es la vieja batalla del pueblo germánico contra el eslavo, de la defensa de la cultura europea contra la inundación moscovita-asiática y del rechazo del bolchevismo judío. El objetivo de esta batalla debe ser la demolición de la Rusia actual y, por lo tanto, debe llevarse a cabo con una severidad sin precedentes. Toda acción militar debe estar guiada en su planificación y ejecución por una férrea resolución de exterminar al enemigo sin piedad y en forma total. En particular, no se debe perdonar a los seguidores del sistema bolchevique ruso contemporáneo.

Después de la invasión de la Unión Soviética el 22 de junio de 1941, los nazis se propusieron exterminar a los pueblos de la Unión Soviética. Una orden de Hitler ordenaba que los Einsatzgruppen ejecutaran a todos los funcionarios soviéticos que fueran "asiáticos, gitanos y judíos menos valiosos". La propaganda nazi describió la guerra contra la Unión Soviética como una guerra racial entre los alemanes y los subhumanos judíos, romaníes y eslavos. Del mismo modo, describió a los rusos como "hordas asiáticas", "tormenta mongola", e "infrahumanos".
Himmler pronunció un discurso en Szczecin a los soldados de las Waffen SS del Grupo de Batalla del Frente Oriental "Nord" y dijo que la guerra era una batalla de "ideologías y razas en lucha". Sostuvo que era entre el nazismo que se basaba en “los valores de nuestra sangre germánica, nórdica” contra “las 180 millones de personas, mezcla de razas y pueblos, cuyos nombres son impronunciables” a las que los soldados debían “disparar sin piedad ni misericordia” y recordó a los soldados que luchaban en una guerra contra “los mismos subhumanos, contra las mismas razas inferiores” que habían aparecido con diferentes nombres hacía 1000 años, pero les recordó que ahora se les llamaba “rusos bajo el estandarte político del bolchevismo”.
Goebbels escribió un ensayo el 19 de julio de 1942 titulado "La llamada alma rusa" en el que argumentaba que la obstinación de los rusos se debía a que su carácter nacional era "animal".

### Ucranianos
Inicialmente, después de la invasión de la Unión Soviética, algunos ucranianos vieron a los soldados alemanes como "liberadores" de los soviéticos y algunos nazis jugaron con la idea de establecer un estado independiente en Ucrania, pero esas opiniones duraron poco, después de que el ejército alemán comenzara a asesinar ucranianos en masa. Hitler y otros líderes nazis prohibieron cualquier independencia de Ucrania. El Reichskommissar en Reichskommissariat Ucrania Erich Koch declaró públicamente que los ucranianos eran racialmente inferiores y prohibió a los subordinados tener cualquier contacto social con ellos. Koch también se refirió públicamente a los ucranianos como “negros”.
Hitler comentó durante la guerra que los ucranianos eran "tan ociosos, desorganizados y nihilistas asiáticos como los grandes rusos". También especuló que los ucranianos de ojos azules descendían de antiguas tribus alemanas.
Koch dijo el 5 de marzo de 1943:

Somos una raza superior, que debe recordar que el trabajador alemán más humilde es racial y biológicamente mil veces más valioso que la población aquí.

En 1943, Himmler previó la publicación de un panfleto que mostraba fotografías que ilustraban la supuesta superioridad racial de los alemanes y la inferioridad de los ucranianos.

### Judíos

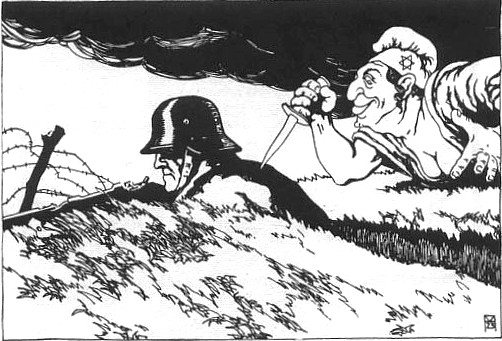
Una postal austriaca de 1919 que respalda el mito de la puñalada por la espalda al mostrar a un judío caricaturizado apuñalando a un soldado del ejército alemán personificado en la espalda con una daga.

Hitler culpó de la pérdida de Alemania en la Primera Guerra Mundial a los "enemigos internos". Ante las dificultades económicas provocadas por el Tratado de Versalles (1919), se culpó a los judíos que residían en Alemania de sabotear el país. Los nazis, por lo tanto, los clasificaron como la raza más inferior y utilizaron términos despectivos como Untermensch (infrahumano) y Schwein (cerdo). La propaganda nazi respaldó la teoría de la conspiración antisemita de la puñalada por la espalda que afirmaba que los alemanes no habían perdido la Primera Guerra Mundial en el campo de batalla, sino que habían sido traicionados por ciudadanos alemanes, especialmente judíos.
Hitler enunció el 24 de febrero de 1920 el Programa Nacionalsocialista. El punto 4 decía: "Nadie sino los miembros de la nación pueden ser ciudadanos del estado. Ninguno excepto los de sangre alemana, cualquiera que sea su credo. Ningún judío, por lo tanto, puede ser miembro de la nación".

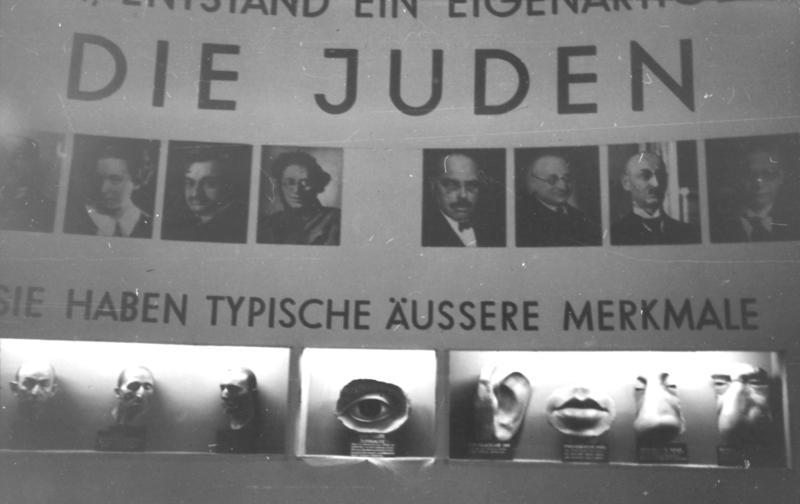
Un fragmento de la exposición Der Ewige Jude (" El judío eterno "), que demuestra los rasgos anatómicos "típicos" de los judíos.

Günther describió en sus obras, por ejemplo en Rassenkunde des jüdischen Volkes ("Etnología del pueblo judío"), que los judíos pertenecían predominantemente a la "raza del Cercano Oriente" (a menudo conocida como la "raza armenoide") y que los judíos se habían vuelto tan racialmente mezclados que posiblemente podrían ser considerados como una "raza de segundo orden". Describió a los judíos asquenazís como una mezcla de los grupos del oriente próximo, orientales, bálticos orientales, de Asia interior, nórdicos, camito-semitas y negros;  y a los  judíos sefardíes como una mezcla de orientales, del cercano oriente, mediterráneos, camitas, nórdicos y negros. Creía que los judíos tenían características físicas diferentes a las de los europeos. Después de definir los orígenes raciales de los judíos, Günther comenzó a desarrollar teorías sobre por qué los judíos eran tan distinguibles como pueblo y diferentes a los pueblos europeos; escribió que era por la forma en que se veían, hablaban, gesticulaban y olían.
En 1934 los nazis publicaron un panfleto titulado "¿Por qué la Ley Aria?" que intentó justificar la separación de alemanes no judíos y alemanes judíos.
En 1935, los nazis anunciaron las Leyes de Núremberg que prohibían las relaciones sexuales y los matrimonios entre alemanes no judíos y alemanes judíos. Las leyes también establecían que a los judíos no se les permitía emplear a alemanes no judíos menores de 45 años en sus hogares y a los judíos no se les permitía enarbolar la bandera nacional o del Reich ni exhibir los colores del Reich.

### Romaní (gitanos)

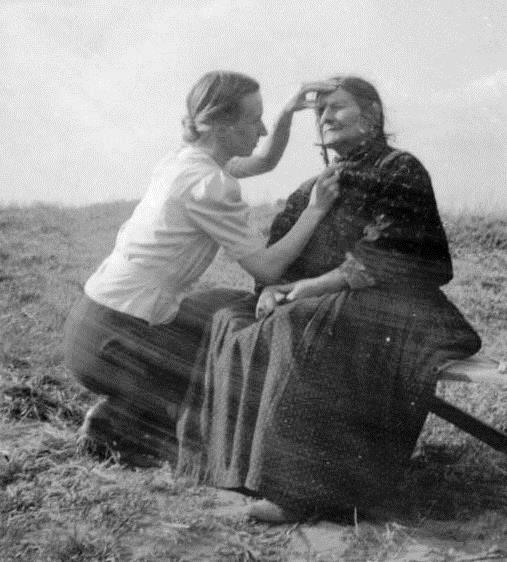
Eva Justin comprobando las características raciales de una mujer gitana, como parte de sus.

Los nazis creían que los gitanos eran originalmente arios, pero a lo largo de los siglos, debido a su estilo de vida nómada, se habían mezclado con los no arios y, por lo tanto, los consideraron una "raza alienígena". Los gitanos estaban sujetos a las Leyes de Núremberg y se les prohibía tener relaciones sexuales y matrimonios con personas de "sangre alemana o afines" y se les despojaba de su ciudadanía.
Los nazis establecieron la Unidad de Investigación de Higiene Racial y Biología Demográfica (Rassenhygienische und Bevölkerungsbiologische Forschungsstelle) en 1936. Dirigida por Robert Ritter y su asistente Eva Justin, esta unidad recibió el mandato de realizar un estudio en profundidad de la "cuestión gitana (Zigeunerfrage)" y proporcionar los datos necesarios para formular una "ley gitana".
Después de un extenso trabajo de campo en la primavera de 1936, que consistió en entrevistas y exámenes médicos para determinar la clasificación racial de los romaníes, la Unidad decidió que la mayoría de los romaníes, de quienes habían concluido que no eran de "sangre gitana pura", representaban un peligro para la pureza racial alemana y debían ser deportados o eliminados. No se tomó ninguna decisión con respecto al resto (alrededor del 10 por ciento de la población romaní total de Europa), principalmente las tribus sinti y roma que vivían en Alemania. Se hicieron varias sugerencias. Himmler sugirió deportar a los romaníes a una reserva remota, como había hecho Estados Unidos con sus nativos americanos, donde los "gitanos puros" podían continuar con su estilo de vida nómada sin obstáculos. De acuerdo con él:

El objetivo de las medidas adoptadas por el Estado para defender la homogeneidad de la nación alemana debe ser la separación física del gitano de la nación alemana, la prevención del mestizaje y, por último, la regulación del modo de vida de los gitanos puros y parcialmente. El fundamento jurídico necesario sólo puede crearse a través de una Ley Gitana, que impida una mayor mezcla de sangre y que regule todas las cuestiones más acuciantes que acompañan a las existencias de los gitanos en el espacio vital de la nación alemana.

Aunque la ley que Himmler quería nunca se promulgó, en 1938 aconsejó que para resolver la “Cuestión Gitana” se podía hacer “sobre la base de la raza”.

### Personas de raza negra

Propaganda nazi que muestra la diferencia entre los alemanes arios y los negros no arios.

En Mein Kampf, Hitler describió a los niños que resultaron de las relaciones entre mujeres europeas y soldados de ocupación franceses de origen africano como una contaminación de la raza aria "por sangre negra en el Rin en el corazón de Europa". Culpó a los judíos por estos llamados bastardos de Renania, y escribió que “[los judíos] fueron responsables de traer negros a Renania, con la idea final de bastardear a la raza blanca que odian y así rebajar su nivel cultural y político, para que el judío pueda dominar.”  También dio a entender que se trataba de un complot por parte de los franceses, diciendo que la población de Francia estaba siendo cada vez más "negrificada".
Los nazis prohibieron la música jazz porque la consideraban “música negra corrupta”. Creían que la existencia del jazz en Alemania era un complot judío para dominar Alemania y al pueblo alemán no judío y destruir la cultura alemana.
El eugenista nazi Eugen Fischer, quien también fue profesor de antropología y eugenesia, pensó que la pequeña población negra de Alemania debería ser esterilizada para proteger al pueblo alemán. En 1938, al menos 400 niños negros fueron esterilizados a la fuerza en Renania.
Las personas negras estaban sujetas a discriminación bajo las Leyes de Núremberg y, como resultado, no se les permitía ser ciudadanos del Reich y también se les prohibía tener relaciones sexuales o matrimonios con personas de “sangre alemana o afín” (arios).

## Ideología racial
Diferentes nazis ofrecieron una variedad de argumentos pseudorreligiosos o pseudocientíficos para demostrar que la raza aria era superior a todas las demás razas. El dogma central de la superioridad aria fue defendido en todo el partido por funcionarios que utilizaron propaganda racista científica.

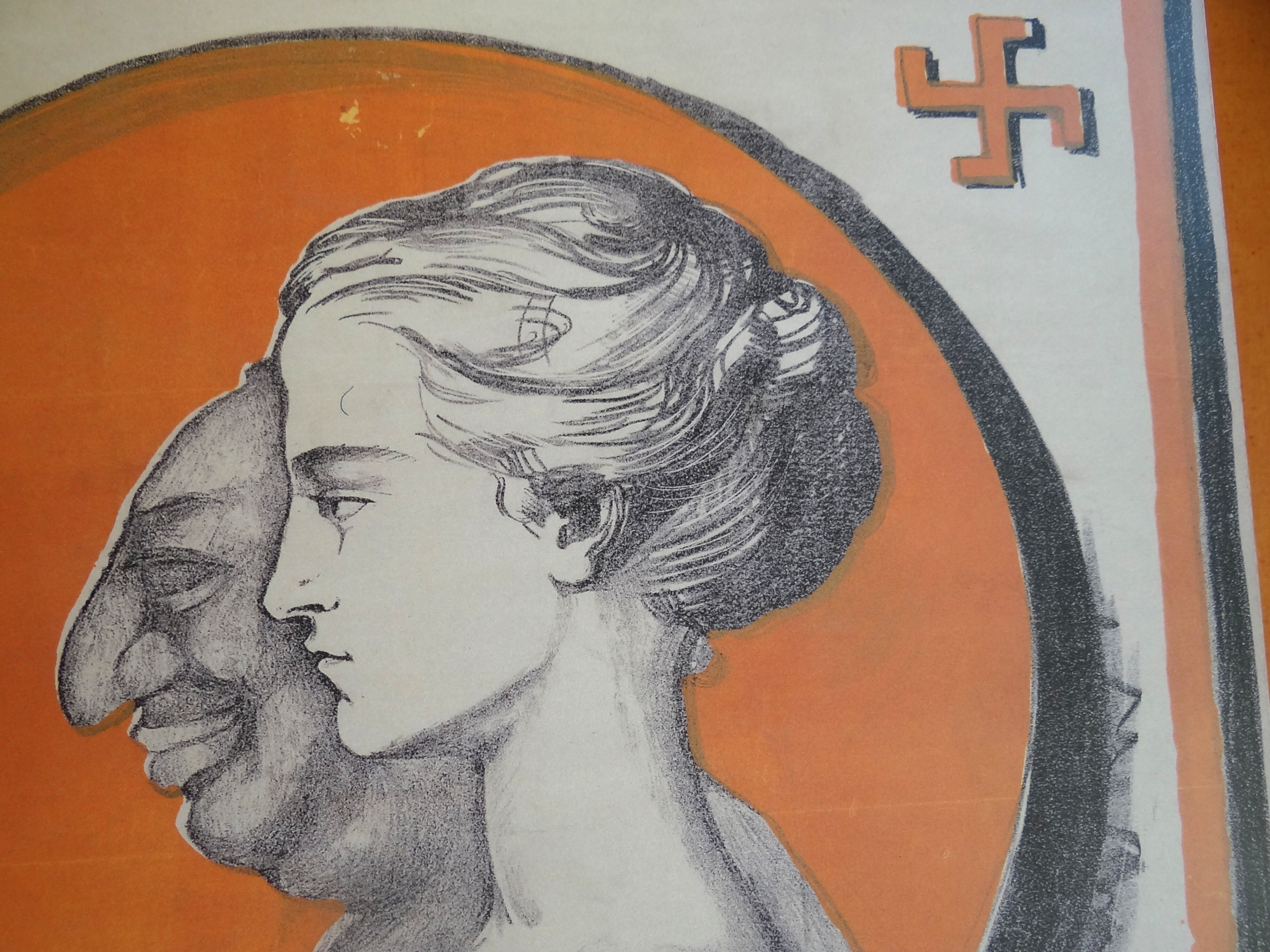
Imagen propagandística de 1920 que muestra los peligros de la mezcla de razas - Villa Marlier - Donde se celebró la Conferencia de Wannsee de 1942 - Wannsee - Berlín - Alemania.

Una persona considerada "infrahumana" sería despojada de todos sus derechos, sería tratada como un animal, su vida sería considerada Lebensunwertes Leben (vida indigna de ser vivida) y él o ella sólo serían considerados aptos para la esclavitud y el exterminio.

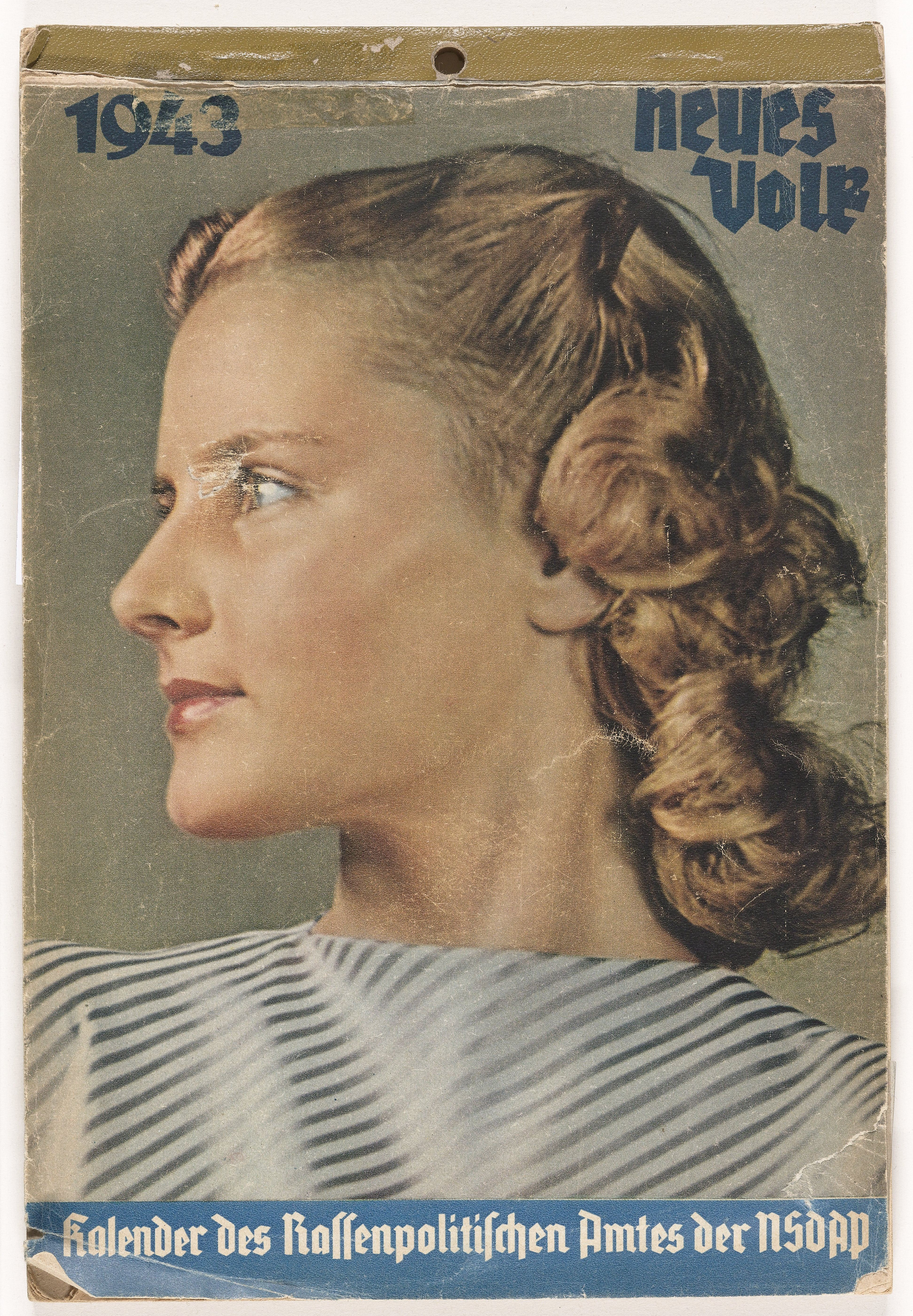
Calendario semanal alemán 'Calendario de la Oficina de Política Racial del NSDAP'. El vestido fue confeccionado según el retrato de una mujer rubia alemana. Obras del interior en negro impresas con fotografías de alemanes y paisajes alemanes. 1943.

En las escuelas, la ideología nazi enseñó a los jóvenes alemanes a comprender las diferencias que supuestamente existían entre los Übermenschen alemanes nórdicos y los "innobles" judíos y eslavos "infrahumanos". Una mujer judía alemana describió la ideología en la década de 1990, recordando vívidamente haber escuchado a los nazis marchar frente a su casa en el centro de Alemania a mediados de la década de 1930 mientras cantaban: "Cuando la sangre judía sale a chorros de mi cuchillo."  Una biografía de Lise Meitner dice: "En el Reichstag, los diputados del NSDAP estiraron los brazos en el saludo nazi y cantaron el himno de su partido, el Horst Wessellied: "SA marchando... Sangre judía en las calles".
Richard Walther Darré, ministro de Alimentación y Agricultura del Reich de 1933 a 1942, popularizó la expresión Blut und Boden ("Sangre y suelo"), uno de los muchos términos del glosario nazi utilizado para imponer el racismo popular en la población alemana. Hubo muchos estudiosos académicos y administradores que tenían puntos de vista algo divergentes sobre el racismo, incluidos Alfred Rosenberg y Hans F. K, Günther.
Fischer y Lenz fueron nombrados para puestos de alto nivel que supervisan la política de higiene racial. El estado nazi usó tales ideas sobre las diferencias entre las razas europeas como parte de sus diversas políticas discriminatorias y coercitivas que culminaron en el Holocausto.
La primera edición (1916) del popular libro del eugenista estadounidense Madison Grant La caída de la gran raza  clasificó a los alemanes como principalmente nórdicos, pero la segunda edición, publicada después de que los Estados Unidos entraran en guerra contra Alemania, definió al  poder ahora enemigo como dominado por los alpinos "inferiores", una tradición de la cual se hizo eco  el libro The Races of Europe (1939) del profesor de antropología de Harvard, Carleton Coon.
El libro de Günther declaró que los alemanes definitivamente no eran un pueblo completamente nórdico, y también los dividió en razas occidental (mediterránea), nórdica, oriental (alpina), báltica oriental y dinárica. El mismo Hitler más tarde minimizaría en público la importancia del nordicismo por esa misma razón. El modelo tripartito simplista de Grant que dividía a los europeos en solo alpinos, mediterráneos y nórdicos, no fue usado por Günther y rechazó la teoría de Grant que colocaba erróneamente a la mayoría de la población de la Alemania de Hitler en la categoría alpina, especialmente después del Anschluss. Gunther consideraba a los judíos una "raza asiática inferior a todas las razas europeas".
J. Kaup lideró un movimiento opuesto a Günther. Kaup consideró que una nación alemana, cuyos ciudadanos pertenecían a una "raza alemana" en un sentido poblacional, ofrecía una herramienta sociotécnica más conveniente que el concepto de Günther de un tipo nórdico ideal al que solo podían pertenecer unos pocos alemanes. La legislación nazi que identifica las afinidades étnicas y "raciales" de los judíos refleja el concepto poblacional de raza. La discriminación no se limitaba a los judíos que pertenecían a las razas "semita-oriental- armenoide " y/o "nubia-africana/negroide", sino que se dirigía contra todos los miembros de la población étnica judía.
El periodista judío alemán Kurt Caro, que emigró a París en 1933 y sirvió en los ejércitos francés y británico, publicó un libro bajo el seudónimo de Manuel Humbert desenmascarando el Mein Kampf de Hitler en el que enunciaba la siguiente composición racial de la población judía de Centroeuropa: 23,8 % raza laponoide, 21,5 % raza nórdica, 20,3 % raza armenoide, 18,4 % raza mediterránea, 16,0 % raza oriental.
En 1939, Hitler había abandonado la retórica nórdica en favor de la idea de que el pueblo alemán en su conjunto estaba unido por distintas cualidades "espirituales". Sin embargo, las políticas eugenésicas nazis continuaron favoreciendo a los nórdicos sobre los alpinos y otros grupos raciales, particularmente durante la guerra cuando se tomaban decisiones sobre la incorporación de los pueblos conquistados al Reich. El programa Lebensborn buscaba expandir la raza nórdica.
En 1942 Hitler declaró en privado:

No tendré paz mental hasta que haya plantado una semilla de sangre nórdica dondequiera que la población necesite regeneración. Si en la época de las migraciones, mientras las grandes corrientes raciales ejercían su influencia, nuestro pueblo recibió tan variada porción de atributos, estos últimos florecieron con todo su valor sólo por la presencia del núcleo racial nórdico.

Hitler y Himmler planearon utilizar la SS como base para la "regeneración" racial de Europa tras la victoria final del nazismo. La SS iba a ser una élite racial elegida sobre la base de cualidades nórdicas "puras".
Dirigiéndose a los oficiales de la SS-Leibstandarte "Adolf Hitler" Himmler declaró:
El objetivo final durante esos 11 años durante los cuales he sido el Reichsführer SS ha sido invariablemente el mismo: crear una orden de buena sangre que sea capaz de servir a Alemania; que indefectiblemente y sin escatimar en sí pueda aprovecharse porque las mayores pérdidas no pueden perjudicar la vitalidad de este orden, la vitalidad de estos hombres, porque siempre serán reemplazados; crear un orden que difunda la idea de la sangre nórdica hasta el punto de que atraigamos toda la sangre nórdica del mundo, quitemos la sangre de nuestros adversarios, la absorbamos para que nunca más, mirándola desde el punto de vista de la gran política, la sangre nórdica, en gran cantidad y en una medida digna de mención, luche contra nosotros.

## Filosofía
Filósofos y otros teóricos participaron en la elaboración de la ideología nazi. La relación entre el filósofo alemán Martin Heidegger y el nazismo sigue siendo un tema controvertido en la historia de la filosofía, incluso en la actualidad. Según el filósofo Emmanuel Faye, Heidegger dijo de Spinoza que él era " ein Fremdkörper in der Philosophie ", un "cuerpo extraño en la filosofía". Faye señala que Fremdkörper era un término que pertenecía al glosario nazi, y no al alemán clásico. Sin embargo, Heidegger criticó hasta cierto punto la ciencia racial, particularmente en sus conferencias de Friedrich Nietzsche, que rechazan el biologismo en general, mientras que, en general, incluso las obras más nacionalistas alemanas y pronazis de Heidegger de principios de los años 30, como su infame discurso rector, carecen de cualquier lenguaje abiertamente racializado. Por lo tanto, es problemático conectar a Heidegger con cualquier teoría racial. Carl Schmitt elaboró una filosofía del derecho elogiando al Führerprinzip y al pueblo alemán, mientras que Alfred Baeumler instrumentalizó el pensamiento de Nietzsche, en particular su concepto de “Voluntad de Poder” (Wille zur Macht), en un intento de justificar el nazismo.

## Propaganda e implementación de teorías raciales

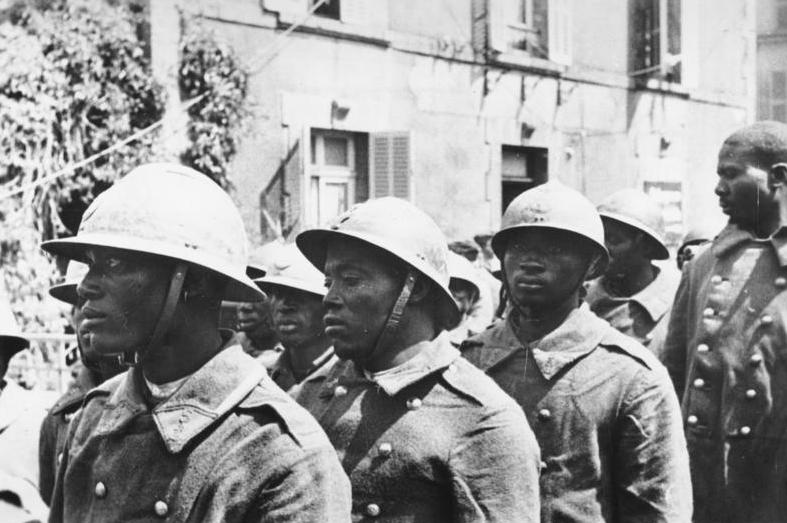
Alrededor de 120.000 prisioneros de guerra del África gobernada por Francia fueron capturados por los alemanes en 1940 durante la Batalla de Francia. A diferencia de otros cautivos franceses, no fueron deportados a Alemania por temor a la contaminación racial.

Los nazis desarrollaron un elaborado sistema de propaganda que utilizaron para difundir sus teorías raciales. La arquitectura nazi, por ejemplo, se utilizó para crear el "nuevo orden" y mejorar la "raza aria". Los nazis también creían que podían usar los deportes para "regenerar la raza" al exponer a los pueblos supuestamente inferiores, a saber, los judíos, como descuidados, sedentarios y fuera de forma. Una de las motivaciones básicas de las Juventudes Hitlerianas, fundada en 1922, fue la formación de futuros "superhombres arios" y futuros soldados que lucharían fielmente por el Tercer Reich.
En 1920, el Partido Nazi anunció que solo los alemanes de "ascendencia aria pura" podían convertirse en miembros del partido y si la persona tenía pareja, también tenía que ser un ario "racialmente puro". Los miembros del partido no podían estar relacionados directa o indirectamente con los llamados "no arios". Los miembros del Partido Nazi y los miembros de otras organizaciones nazis tenían que pedir permiso a su oficial regional del partido (Gauleiter) si querían casarse con personas que tenían dos abuelos que eran miembros de los "grupos checo, polaco o magyar". A los agricultores alemanes que eran miembros del Partido Nazi se les prohibió casarse con checos y polacos para "preservar la pureza" de sus "propias bases raciales y étnicas" para evitar que estos últimos se casaran en granjas alemanas.

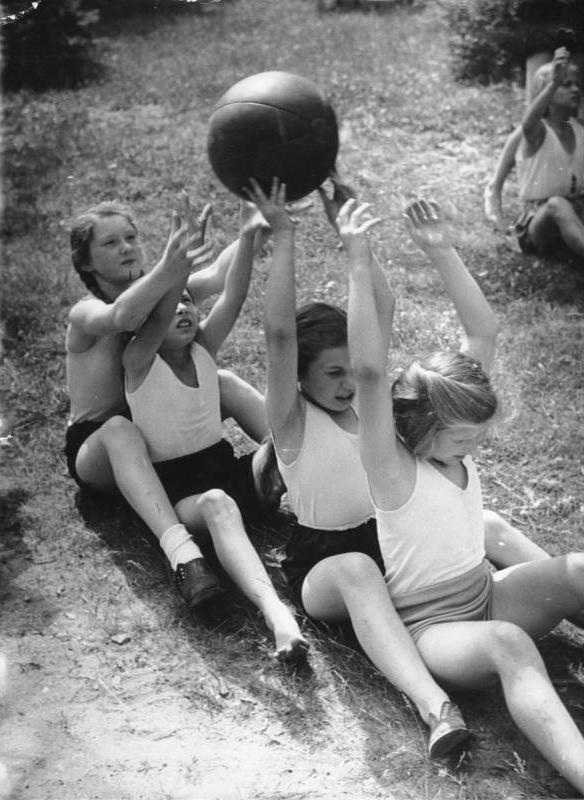
Imagen de Archivos Federales 183-B03553, envío de Kinderland, niños jugando a la pelota.

El cine alemán se utilizó para promover teorías racistas, bajo la dirección del Reichsministerium für Volksaufklärung und Propaganda de Goebbels. El Museo Alemán de la Higiene de Dresde difundió teorías raciales. Un cartel de 1934 del museo muestra a un hombre con rasgos claramente africanos y dice: "Si este hombre hubiera sido esterilizado, no habrían nacido... 12 enfermos hereditarios". Según el actual director Klaus Voegel, "el Museo de la Higiene no era un instituto criminal en el sentido de que mataran a personas aquí", pero "ayudó a dar forma a la idea de qué vidas valían la pena y cuáles no".
Las teorías raciales nazis pronto se tradujeron en legislación, las leyes más notables fueron la Ley para la prevención de la descendencia de las personas con enfermedades hereditarias y las Leyes de Núremberg de 1935. El programa de eutanasia Aktion T4, en el que participó la organización juvenil Kraft durch Freude (KdF, literalmente "Fuerza a través de la alegría"), estaba dirigido a personas acusadas de representar un peligro de "degeneración" de los "Volkdeutsche". Bajo las leyes raciales, las relaciones sexuales entre arios (véase Ariernachweis) y los no arios denominadas como Rassenschande ("deshonra racial") se convirtieron en punibles por ley.
Para preservar la "pureza racial" de la sangre alemana, después del comienzo de la guerra, los nazis ampliaron la ley de corrupción racial para incluir a todos los extranjeros (no alemanes).
A pesar de las leyes contra Rassenschande, los soldados alemanes violaron a mujeres judías durante el Holocausto.
El régimen nazi pidió a todos los alemanes que querían ser ciudadanos del Reich que presentaran pruebas de ascendencia aria. Se hicieron ciertas excepciones cuando Hitler emitió el "Certificado de sangre alemán" para aquellas personas que fueron clasificadas como de ascendencia parcial aria y judía por las leyes raciales.
Durante la Segunda Guerra Mundial, se llevaron a cabo esfuerzos de germanización en Europa Central y Oriental para escoger a las personas de "sangre alemana" que vivían allí. Esto comenzó con la clasificación de personas en la Volksliste. Aquellas personas que fueron consideradas alemanas y seleccionadas para su inclusión en la Volksliste fueron secuestradas y enviadas a Alemania para ser sometidas a la germanización, o fueron asesinadas para evitar que se usara "sangre alemana" contra los nazis. En regiones de Polonia, muchos polacos fueron asesinados o deportados para dar cabida a los alemanes bálticos inducidos a emigrar tras el pacto con la URSS. Se hicieron esfuerzos para identificar a las personas de ascendencia alemana con rasgos nórdicos de los ciudadanos de Polonia antes de la guerra. Si estos individuos pasaban la prueba del proceso de selección y eran considerados "racialmente valiosos", eran secuestrados de sus padres para ser germanizados y luego enviados a Alemania para ser criados como alemanes. Los niños que fallaban en tales pruebas podrían ser utilizados como sujetos en experimentos médicos o como trabajadores esclavos en la industria alemana.
Los países occidentales, como Francia, fueron tratados con menos dureza porque se los consideraba racialmente superiores a los polacos "infrahumanos" que iban a ser esclavizados y exterminados, aunque no se los consideraba tan buenos como los alemanes; El alemán medio resumió un complejo de categorías raciales en el sentido de que "el Este es malo y el Oeste es aceptable". Aun así, se practicó una clasificación racial extensa en Francia para uso futuro.